# Liga Națională de handbal feminin 2024-2025
Liga Națională de handbal feminin 2024-2025, denumită din motive de sponsorizare Liga Florilor MOL, a fost a 67-a ediție a primului eșalon valoric al campionatului național de handbal feminin românesc, respectiv a 28-a ediție în sistemul Ligii Naționale. Competiția a fost organizată de Federația Română de Handbal (FRH).
Precum în sezonul anterior, ediția 2024-2025 a Ligii Naționale s-a desfășurat cu 14 echipe. La încheierea competiției, echipele clasate pe locurile 13–14 ar fi urmat să retrogradeze direct, însă după retragerea din campionat a SCM Gloria Buzău, doar CSM Iași 2020, echipă clasată pe locul al 13-lea, a retrogradat. Echipele clasate pe locurile 11–12 au disputat meciuri de baraj pentru menținerea în Liga Națională.

## Parteneri oficiali
Partenerii oficiali ai FRH pentru ediția 2024-2025 a Ligii Naționale au fost:
- BRD - Groupe Société Générale
- Niro Investment Group
- Ministerul Tineretului și Sportului
- Ministerul Educației și Cercetării
- Comitetul Olimpic și Sportiv Român

## Televizări
Partidele ediției 2024-2025 au fost televizate de canalul PRO Arena. Suplimentar, unele meciuri au fost difuzate online de diverse conturi Facebook și canale YouTube ale cluburilor participante.

## Echipe participante
În afara echipelor care s-au clasat pe primele 10 poziții la sfârșitul ediției 2023-2024 și care și-au păstrat astfel locul în Liga Națională, la competiție au luat parte și echipele clasate pe primele două locuri la turneul final al Diviziei A 2023-2024.
1. CSM Slatina
2. CSM Iași 2020

Alte două echipe, CSM Târgu Jiu și HC Zalău, au fost decise în urma unui turneu de promovare. Astfel, echipele participante în sezonul competițional 2024-2025 al Ligii Naționale de handbal feminin au fost:
| - CSM București - CS Rapid București - CS Gloria 2018 Bistrița - SCM Gloria Buzău1) - HC Dunărea Brăila - SCM Râmnicu Vâlcea - CS Măgura Cisnădie | - CS Minaur Baia Mare - SCM Craiova - CSM Corona Brașov - CSM Slatina - CSM Iași 2020 - CSM Târgu Jiu - HC Zalău |

## Clasament
|  | Echipe care au participat la barajul de promovare |
|  | Echipe retrogradate în Divizia A                  |
|  | Echipă retrasă din Liga Națională                 |

Modificat pe 15 ianuarie 2025, după retragerea SCM Gloria Buzău din Liga Națională și anularea rezultatelor acestei echipe de către FRH;1)

Actualizat pe 18 mai 2025;
| Poz. | Echipa                  | J  | V  | E | Î  | GM  | GP  | G     | P  |
| ---- | ----------------------- | -- | -- | - | -- | --- | --- | ----- | -- |
| 1    | CSM București           | 24 | 21 | 1 | 2  | 737 | 615 | + 122 | 64 |
| 2    | CSM Corona Brașov       | 24 | 18 | 1 | 5  | 710 | 628 | + 82  | 55 |
| 3    | CS Gloria 2018 Bistrița | 24 | 17 | 1 | 6  | 731 | 602 | + 129 | 52 |
| 4    | CS Minaur Baia Mare     | 24 | 15 | 3 | 6  | 668 | 638 | + 30  | 48 |
| 5    | CS Rapid București      | 24 | 15 | 2 | 7  | 714 | 630 | + 84  | 47 |
| 6    | HC Dunărea Brăila       | 24 | 14 | 2 | 8  | 771 | 682 | + 89  | 44 |
| 7    | SCM Craiova             | 24 | 13 | 1 | 10 | 652 | 645 | + 7   | 40 |
| 8    | SCM Râmnicu Vâlcea      | 24 | 10 | 1 | 13 | 744 | 742 | + 2   | 31 |
| 9    | HC Zalău                | 24 | 7  | 3 | 14 | 600 | 626 | – 26  | 24 |
| 10   | CS Măgura Cisnădie      | 24 | 7  | 3 | 14 | 625 | 703 | – 78  | 24 |
| 11   | CSM Târgu Jiu           | 24 | 5  | 4 | 15 | 609 | 700 | – 91  | 19 |
| 12   | CSM Slatina             | 24 | 2  | 0 | 22 | 621 | 778 | – 157 | 6  |
| ▼13  | CSM Iași 2020           | 24 | 1  | 0 | 23 | 562 | 755 | – 193 | 3  |
| –    | SCM Gloria Buzău1)      | 13 | 3  | 0 | 10 | 349 | 392 | – 43  | 9  |

1) Pe 9 ianuarie 2025, după încheierea turului, conducerea clubului SCM Gloria Buzău a anunțat retragerea echipei din campionatul feminin. Conform comunicatului postat pe site-ul oficial al clubului din Buzău, „decizia de retragere [...] a fost luată datorită restrângerilor cauzate de măsurile fiscal bugetare aprobate prin acte normative în vigoare, ce au condus la imposibilitatea alocării resurselor financiare necesare continuării activității”. Analizând situația, Comisia Centrală de Competiții a FRH a decis, în ședința din 14 ianuarie, să anuleze „toate rezultatele obținute de către echipa S.C.M. GLORIA BUZĂU în sezonul competițional 2024/2025 din Campionatul Național Liga Florilor, deoarece a participat la mai puțin de 50%+1 din numărul de jocuri programate, conform Art. 34.1 alineatul 1 din R.O.D.C.N.H.” Suplimentar, clubul din Buzău a fost amendat cu o „penalitate pecuniară în cuantum de 100.000 lei”.

## Rezultate în tur
Programul ediției 2024-2025 a Ligii Naționale a fost decis prin tragere la sorți pe 19 iunie 2024.

### Etapa I
| 29 august 2024 17:30 | CS Gloria 2018 Bistrița | 28 – 20 | HC Zalău  | TeraPlast Arena, Bistrița Asistență: 3000 Arbitri: Avădani, Popovici |
| 29 august 2024 17:30 | Niombla 5               | (13–10) | A. Niță 5 | TeraPlast Arena, Bistrița Asistență: 3000 Arbitri: Avădani, Popovici |
| 29 august 2024 17:30 | 4×                      | Cronica | 2× 2×     | TeraPlast Arena, Bistrița Asistență: 3000 Arbitri: Avădani, Popovici |

| 29 august 2024 PRO•ARENA17:30 | CSM București | 35 – 23 | CSM Iași 2020 | Sala Apollo, București Asistență: 380 Arbitri: Dudău, Dudău |
| 29 august 2024 PRO•ARENA17:30 | Friis 6       | (17–10) | Lima 8        | Sala Apollo, București Asistență: 380 Arbitri: Dudău, Dudău |
| 29 august 2024 PRO•ARENA17:30 | 4× 1×         | Cronica | 1× 1×         | Sala Apollo, București Asistență: 380 Arbitri: Dudău, Dudău |

| 30 august 2024 18:00 | SCM Gloria Buzău | 25 – 28Anulat | CSM Târgu Jiu | Sala Sporturilor „Romeo Iamandi”, Buzău Asistență: 400 Arbitri: Constantin, Enache |
| 30 august 2024 18:00 | Alver, Ilina 6   | (12–15)       | Paulo 11      | Sala Sporturilor „Romeo Iamandi”, Buzău Asistență: 400 Arbitri: Constantin, Enache |
| 30 august 2024 18:00 | 5× 2×            | Cronica       | 5× 2×         | Sala Sporturilor „Romeo Iamandi”, Buzău Asistență: 400 Arbitri: Constantin, Enache |

| 31 august 2024 YouTube SCM Craiova18:00 | SCM Craiova | 31 – 30 | CSM Slatina | Sala Polivalentă, Craiova Asistență: 500 Arbitri: Bălan, Savin |
| 31 august 2024 YouTube SCM Craiova18:00 | Mugoša 9    | (16–14) | Bozdoğan 8  | Sala Polivalentă, Craiova Asistență: 500 Arbitri: Bălan, Savin |
| 31 august 2024 YouTube SCM Craiova18:00 | 2× 1×       | Cronica | 4×          | Sala Polivalentă, Craiova Asistență: 500 Arbitri: Bălan, Savin |

| 1 septembrie 2024 PRO•ARENA15:00 | CS Rapid București    | 30 – 22 | CS Măgura Cisnădie | Sala Polivalentă „Rapid”, București Asistență: 400 Arbitri: Popa, Velișca |
| 1 septembrie 2024 PRO•ARENA15:00 | Janjušević, Kouyaté 6 | (16–14) | Diagouraga 8       | Sala Polivalentă „Rapid”, București Asistență: 400 Arbitri: Popa, Velișca |
| 1 septembrie 2024 PRO•ARENA15:00 | 2×                    | Cronica | 5×                 | Sala Polivalentă „Rapid”, București Asistență: 400 Arbitri: Popa, Velișca |

| 1 septembrie 2024 PRO•ARENA17:30 | SCM Râmnicu Vâlcea  | 38 – 35 | HC Dunărea Brăila | Sala Sporturilor „Traian”, Râmnicu Vâlcea Arbitri: Cazan, Suliman |
| 1 septembrie 2024 PRO•ARENA17:30 | De Jong, Maidhof 10 | (17–19) | González 9        | Sala Sporturilor „Traian”, Râmnicu Vâlcea Arbitri: Cazan, Suliman |
| 1 septembrie 2024 PRO•ARENA17:30 | 3× 1×               | Cronica | 2× 2×             | Sala Sporturilor „Traian”, Râmnicu Vâlcea Arbitri: Cazan, Suliman |

| 1 septembrie 2024 18:00 | CS Minaur Baia Mare | 26 – 24 | CSM Corona Brașov | Sala Sporturilor „Lascăr Pană”, Baia Mare Asistență: 450 Arbitri: Ifrim, Ilisei |
| 1 septembrie 2024 18:00 | Cazanga 6           | (15–12) | Carlos 5          | Sala Sporturilor „Lascăr Pană”, Baia Mare Asistență: 450 Arbitri: Ifrim, Ilisei |
| 1 septembrie 2024 18:00 | 2× 1×               | Cronica | 2×                | Sala Sporturilor „Lascăr Pană”, Baia Mare Asistență: 450 Arbitri: Ifrim, Ilisei |

### Etapa a II-a
| 3 septembrie 2024 17:30 | CSM Slatina         | 24 – 33 | CSM București | Sala LPS, Slatina Arbitri: Basso, Tofan |
| 3 septembrie 2024 17:30 | Ćorović, Premović 4 | (13–20) | Arntzen 5     | Sala LPS, Slatina Arbitri: Basso, Tofan |
| 3 septembrie 2024 17:30 | 3× 1×               | Cronica | 4×            | Sala LPS, Slatina Arbitri: Basso, Tofan |

| 3 septembrie 2024 17:30 | CS Gloria 2018 Bistrița | 31 – 29Anulat | SCM Gloria Buzău | TeraPlast Arena, Bistrița Asistență: 3000 Arbitri: Murariu, Paraschiv |
| 3 septembrie 2024 17:30 | Kirdiașeva 6            | (17–15)       | Ilina 5          | TeraPlast Arena, Bistrița Asistență: 3000 Arbitri: Murariu, Paraschiv |
| 3 septembrie 2024 17:30 | 3× 1×                   | Cronica       | 6× 2×            | TeraPlast Arena, Bistrița Asistență: 3000 Arbitri: Murariu, Paraschiv |

| 4 septembrie 2024 PRO•ARENA17:30 | CSM Târgu Jiu | 23 – 27 | CS Rapid București | Sala Sporturilor, Târgu Jiu Asistență: 500 Arbitri: Pârvu, Potîrniche |
| 4 septembrie 2024 PRO•ARENA17:30 | Paulo 6       | (11–12) | Janjušević 7       | Sala Sporturilor, Târgu Jiu Asistență: 500 Arbitri: Pârvu, Potîrniche |
| 4 septembrie 2024 PRO•ARENA17:30 | 4× 1×         | Cronica | 4× 1×              | Sala Sporturilor, Târgu Jiu Asistență: 500 Arbitri: Pârvu, Potîrniche |

| 7 septembrie 2024 17:00 | CS Măgura Cisnădie    | 27 – 26 | SCM Craiova | Sala Polivalentă „Măgura”, Cisnădie Asistență: 500 Arbitri: Constantin, Enache |
| 7 septembrie 2024 17:00 | Radosavljević, Roșu 8 | (12–13) | Da Rocha 7  | Sala Polivalentă „Măgura”, Cisnădie Asistență: 500 Arbitri: Constantin, Enache |
| 7 septembrie 2024 17:00 | × 1×                  | Cronica | 1×          | Sala Polivalentă „Măgura”, Cisnădie Asistență: 500 Arbitri: Constantin, Enache |

| 7 septembrie 2024 PRO•ARENA17:30 | CSM Corona Brașov | 30 – 28 | SCM Râmnicu Vâlcea | Sala „Dumitru Popescu Colibași”, Brașov Asistență: 900 Arbitri: Manafu, Pavel |
| 7 septembrie 2024 PRO•ARENA17:30 | Krpež Šlezak 7    | (13–17) | Hagman, Wollik 7   | Sala „Dumitru Popescu Colibași”, Brașov Asistență: 900 Arbitri: Manafu, Pavel |
| 7 septembrie 2024 PRO•ARENA17:30 | 2× 1×             | Cronica | 2×                 | Sala „Dumitru Popescu Colibași”, Brașov Asistență: 900 Arbitri: Manafu, Pavel |

| 8 septembrie 2024 PRO•ARENA17:30 | HC Zalău | 25 – 40 | HC Dunărea Brăila | Sala Sporturilor „Gheorghe Tadici”, Zalău Asistență: 250 Arbitri: Gorina, Melencu |
| 8 septembrie 2024 PRO•ARENA17:30 | Lazić 9  | (15–22) | Ježić 9           | Sala Sporturilor „Gheorghe Tadici”, Zalău Asistență: 250 Arbitri: Gorina, Melencu |
| 8 septembrie 2024 PRO•ARENA17:30 | 2× 1×    | Cronica | 4× 1×             | Sala Sporturilor „Gheorghe Tadici”, Zalău Asistență: 250 Arbitri: Gorina, Melencu |

| 8 septembrie 2024 18:00 | CSM Iași 2020 | 28 – 40 | CS Minaur Baia Mare | Sala Polivalentă, Iași Asistență: 450 Arbitri: Drăghici, Drăguț |
| 8 septembrie 2024 18:00 | Severin 8     | (13–21) | Quintino 9          | Sala Polivalentă, Iași Asistență: 450 Arbitri: Drăghici, Drăguț |
| 8 septembrie 2024 18:00 | 3× 1×         | Cronica | 8× 1× 1×            | Sala Polivalentă, Iași Asistență: 450 Arbitri: Drăghici, Drăguț |

### Etapa a III-a
| 11 septembrie 2024 PRO•ARENA15:00 | CSM București | 38 – 24 | CS Măgura Cisnădie | Sala Apollo, București Asistență: 180 Arbitri: Costache, Mărgărit |
| 11 septembrie 2024 PRO•ARENA15:00 | Neagu 9       | (19–15) | Radosavljević 10   | Sala Apollo, București Asistență: 180 Arbitri: Costache, Mărgărit |
| 11 septembrie 2024 PRO•ARENA15:00 | 3×            | Cronica | 2×                 | Sala Apollo, București Asistență: 180 Arbitri: Costache, Mărgărit |

| 11 septembrie 2024 PRO•ARENA17:30 | CS Rapid București | 22 – 24 | CS Gloria 2018 Bistrița | Sala Polivalentă „Rapid”, București Asistență: 800 Arbitri: Șerbu, Vasilescu |
| 11 septembrie 2024 PRO•ARENA17:30 | Kouyaté 5          | (10–13) | Araújo 5                | Sala Polivalentă „Rapid”, București Asistență: 800 Arbitri: Șerbu, Vasilescu |
| 11 septembrie 2024 PRO•ARENA17:30 | 3× 1×              | Cronica | 2× 2×                   | Sala Polivalentă „Rapid”, București Asistență: 800 Arbitri: Șerbu, Vasilescu |

| 15 septembrie 2024 YouTube SCM Craiova16:00 | SCM Craiova | 35 – 29 | CSM Târgu Jiu | Sala Polivalentă, Craiova Arbitri: Stark, Ștefan |
| 15 septembrie 2024 YouTube SCM Craiova16:00 | Da Rocha 8  | (15–12) | Zinatulina 6  | Sala Polivalentă, Craiova Arbitri: Stark, Ștefan |
| 15 septembrie 2024 YouTube SCM Craiova16:00 | 5× 1×       | Cronica | ×             | Sala Polivalentă, Craiova Arbitri: Stark, Ștefan |

| 15 septembrie 2024 17:00 | SCM Râmnicu Vâlcea | 39 – 28 | CSM Iași 2020        | Sala Sporturilor „Traian”, Râmnicu Vâlcea Arbitri: Agliceriu, Turdean |
| 15 septembrie 2024 17:00 | De Jong, Wollik 7  | (15–15) | Franušić, De Souza 6 | Sala Sporturilor „Traian”, Râmnicu Vâlcea Arbitri: Agliceriu, Turdean |
| 15 septembrie 2024 17:00 | 6× 1×              | Cronica | 7× 2×                | Sala Sporturilor „Traian”, Râmnicu Vâlcea Arbitri: Agliceriu, Turdean |

| 15 septembrie 2024 18:00 | SCM Gloria Buzău | 28 – 23Anulat | HC Zalău  | Sala Sporturilor „Romeo Iamandi”, Buzău Arbitri: Ifrim, Ilisei |
| 15 septembrie 2024 18:00 | Ilie 5           | (19–11)       | A. Niță 7 | Sala Sporturilor „Romeo Iamandi”, Buzău Arbitri: Ifrim, Ilisei |
| 15 septembrie 2024 18:00 | 10× 2×           | Cronica       | 3× 2×     | Sala Sporturilor „Romeo Iamandi”, Buzău Arbitri: Ifrim, Ilisei |

| 15 septembrie 2024 18:00 | CS Minaur Baia Mare       | 34 – 23 | CSM Slatina | Sala Sporturilor „Lascăr Pană”, Baia Mare Asistență: 2000 Arbitri: Bărgăoan, Nicolaevici |
| 15 septembrie 2024 18:00 | Ianăși, Quintino, Tatar 5 | (17–10) | Premović 7  | Sala Sporturilor „Lascăr Pană”, Baia Mare Asistență: 2000 Arbitri: Bărgăoan, Nicolaevici |
| 15 septembrie 2024 18:00 | 4× 1×                     | Cronica | 6× 1×       | Sala Sporturilor „Lascăr Pană”, Baia Mare Asistență: 2000 Arbitri: Bărgăoan, Nicolaevici |

| 16 septembrie 2024 PRO•ARENA17:30 | HC Dunărea Brăila | 30 – 34 | CSM Corona Brașov | Sala Polivalentă „Danubius”, Brăila Asistență: 1500 Arbitri: Lovin, Stancu |
| 16 septembrie 2024 PRO•ARENA17:30 | Ježić 7           | (14–15) | Krpež Šlezak 9    | Sala Polivalentă „Danubius”, Brăila Asistență: 1500 Arbitri: Lovin, Stancu |
| 16 septembrie 2024 PRO•ARENA17:30 | 3× 2×             | Cronica | 4×                | Sala Polivalentă „Danubius”, Brăila Asistență: 1500 Arbitri: Lovin, Stancu |

### Etapa a IV-a
| 18 septembrie 2024 PRO•ARENA15:00 | CSM Târgu Jiu | 25 – 28 | CSM București    | Sala Sporturilor, Târgu Jiu Asistență: 1000 Arbitri: Murariu, Paraschiv |
| 18 septembrie 2024 PRO•ARENA15:00 | Paulo 11      | (13–15) | Arntzen, Neagu 5 | Sala Sporturilor, Târgu Jiu Asistență: 1000 Arbitri: Murariu, Paraschiv |
| 18 septembrie 2024 PRO•ARENA15:00 | 3× 2×         | Cronica | 5× 1× 1×         | Sala Sporturilor, Târgu Jiu Asistență: 1000 Arbitri: Murariu, Paraschiv |

| 18 septembrie 2024 17:30 | CS Gloria 2018 Bistrița                | 26 – 25 | SCM Craiova                    | TeraPlast Arena, Bistrița Asistență: 3000 Arbitri: Agliceriu, Turdean |
| 18 septembrie 2024 17:30 | Araújo, Bazaliu, Niombla, So Delgado 4 | (16–14) | Pașcan, Džaferović, Da Rocha 4 | TeraPlast Arena, Bistrița Asistență: 3000 Arbitri: Agliceriu, Turdean |
| 18 septembrie 2024 17:30 | 4× 1×                                  | Cronica | 2×                             | TeraPlast Arena, Bistrița Asistență: 3000 Arbitri: Agliceriu, Turdean |

| 18 septembrie 2024 PRO•ARENA17:30 | SCM Gloria Buzău        | 22 – 32Anulat | CS Rapid București | Sala Sporturilor „Romeo Iamandi”, Buzău Asistență: 1000 Arbitri: Mârza, Nedelea |
| 18 septembrie 2024 PRO•ARENA17:30 | Abdellahi, Ilina, Pál 3 | (9–17)        | Gorșkova 6         | Sala Sporturilor „Romeo Iamandi”, Buzău Asistență: 1000 Arbitri: Mârza, Nedelea |
| 18 septembrie 2024 PRO•ARENA17:30 | ×                       | Cronica       | 3× 1×              | Sala Sporturilor „Romeo Iamandi”, Buzău Asistență: 1000 Arbitri: Mârza, Nedelea |

| 21 septembrie 2024 17:00 | CSM Slatina | 35 – 46 | SCM Râmnicu Vâlcea | Sala LPS, Slatina Arbitri: Constantin, Enache |
| 21 septembrie 2024 17:00 | Premović 10 | (17–22) | Hagman 13          | Sala LPS, Slatina Arbitri: Constantin, Enache |
| 21 septembrie 2024 17:00 | 6× 1×       | Cronica | 5×                 | Sala LPS, Slatina Arbitri: Constantin, Enache |

| 21 septembrie 2024 17:30 | CSM Iași 2020 | 29 – 36 | HC Dunărea Brăila    | Sala LPS, Iași Asistență: 200 Arbitri: Badea, Sándor |
| 21 septembrie 2024 17:30 | Mitrache 7    | (14–19) | González, Liščević 5 | Sala LPS, Iași Asistență: 200 Arbitri: Badea, Sándor |
| 21 septembrie 2024 17:30 | 2× 1×         | Cronica | 4× 1× 1×             | Sala LPS, Iași Asistență: 200 Arbitri: Badea, Sándor |

| 22 septembrie 2024 PRO•ARENA15:00 | HC Zalău | 28 – 32 | CSM Corona Brașov | Sala Sporturilor „Gheorghe Tadici”, Zalău Asistență: 350 Arbitri: Belean, Hendrea |
| 22 septembrie 2024 PRO•ARENA15:00 | Lazić 6  | (15–13) | Krpež Šlezak 8    | Sala Sporturilor „Gheorghe Tadici”, Zalău Asistență: 350 Arbitri: Belean, Hendrea |
| 22 septembrie 2024 PRO•ARENA15:00 | 2× 1×    | Cronica | 6× 1×             | Sala Sporturilor „Gheorghe Tadici”, Zalău Asistență: 350 Arbitri: Belean, Hendrea |

| 22 septembrie 2024 17:00 | CS Măgura Cisnădie | 31 – 32 | CS Minaur Baia Mare | Sala Polivalentă „Măgura”, Cisnădie Asistență: 381 Arbitri: Gorina, Melencu |
| 22 septembrie 2024 17:00 | Diagouraga 9       | (9–14)  | Lundbäck 6          | Sala Polivalentă „Măgura”, Cisnădie Asistență: 381 Arbitri: Gorina, Melencu |
| 22 septembrie 2024 17:00 | 6× 1×              | Cronica | 5× 2×               | Sala Polivalentă „Măgura”, Cisnădie Asistență: 381 Arbitri: Gorina, Melencu |

### Etapa a V-a
| 2 octombrie 2024 PRO•ARENA15:00 | CS Rapid București | 32 – 29 | HC Zalău  | Sala Polivalentă „Rapid”, București Asistență: 210 Arbitri: Constantin, Enache |
| 2 octombrie 2024 PRO•ARENA15:00 | Grozav, Kouyaté 4  | (20–15) | A. Niță 7 | Sala Polivalentă „Rapid”, București Asistență: 210 Arbitri: Constantin, Enache |
| 2 octombrie 2024 PRO•ARENA15:00 | 4× 1×              | Cronica | 3× 2×     | Sala Polivalentă „Rapid”, București Asistență: 210 Arbitri: Constantin, Enache |

| 2 octombrie 2024 PRO•ARENA17:30 | CSM București | 33 – 30 | CS Gloria 2018 Bistrița | Sala Polivalentă, București Asistență: 600 Arbitri: Lovin, Stancu |
| 2 octombrie 2024 PRO•ARENA17:30 | Neagu 7       | (16–18) | Kirdiașeva 6            | Sala Polivalentă, București Asistență: 600 Arbitri: Lovin, Stancu |
| 2 octombrie 2024 PRO•ARENA17:30 | 3× 1×         | Cronica | 6× 1×                   | Sala Polivalentă, București Asistență: 600 Arbitri: Lovin, Stancu |

| 2 octombrie 2024 18:00 | SCM Râmnicu Vâlcea          | 32 – 21 | CS Măgura Cisnădie | Sala Sporturilor „Traian”, Râmnicu Vâlcea Asistență: 1300 Arbitri: Constantin, Gál |
| 2 octombrie 2024 18:00 | De Jong, Toublanc, Wollik 6 | (13–11) | Ilie 8             | Sala Sporturilor „Traian”, Râmnicu Vâlcea Asistență: 1300 Arbitri: Constantin, Gál |
| 2 octombrie 2024 18:00 | 3× 1×                       | Cronica | 3× 1×              | Sala Sporturilor „Traian”, Râmnicu Vâlcea Asistență: 1300 Arbitri: Constantin, Gál |

| 5 octombrie 2024 12:00 | SCM Craiova | 29 – 25Anulat | SCM Gloria Buzău | Sala Polivalentă, Craiova Asistență: 500 Arbitri: Șerbu, Vasilescu |
| 5 octombrie 2024 12:00 | Da Rocha 8  | (12–12)       | Türkoğlu 8       | Sala Polivalentă, Craiova Asistență: 500 Arbitri: Șerbu, Vasilescu |
| 5 octombrie 2024 12:00 | 5×          | Cronica       | 4× 2×            | Sala Polivalentă, Craiova Asistență: 500 Arbitri: Șerbu, Vasilescu |

| 6 octombrie 2024 17:00 | HC Dunărea Brăila | 34 – 21 | CSM Slatina | Sala Sporturilor „Lascăr Pană”, Baia Mare Asistență: 1000 Arbitri: Dudău, Dudău |
| 6 octombrie 2024 17:00 | Liščević 6        | (17–11) | Bozdoğan 7  | Sala Sporturilor „Lascăr Pană”, Baia Mare Asistență: 1000 Arbitri: Dudău, Dudău |
| 6 octombrie 2024 17:00 | 3× 1×             | Cronica | 3× 1×       | Sala Sporturilor „Lascăr Pană”, Baia Mare Asistență: 1000 Arbitri: Dudău, Dudău |

| 6 octombrie 2024 17:30 | CSM Corona Brașov | 38 – 20 | CSM Iași 2020 | Sala „Dumitru Popescu Colibași”, Brașov Asistență: 750 Arbitri: Bărgăuan, Nicolaevici |
| 6 octombrie 2024 17:30 | Krpež Šlezak 14   | (15–10) | Florea 5      | Sala „Dumitru Popescu Colibași”, Brașov Asistență: 750 Arbitri: Bărgăuan, Nicolaevici |
| 6 octombrie 2024 17:30 | 4×                | Cronica | 3× 1×         | Sala „Dumitru Popescu Colibași”, Brașov Asistență: 750 Arbitri: Bărgăuan, Nicolaevici |

| 6 octombrie 2024 18:00 | CS Minaur Baia Mare | 23 – 21 | CSM Târgu Jiu | Sala Polivalentă „Danubius”, Brăila Asistență: 1500 Arbitri: Serdiuc, Sîrbu |
| 6 octombrie 2024 18:00 | Quintino 5          | (14–15) | Paulo 8       | Sala Polivalentă „Danubius”, Brăila Asistență: 1500 Arbitri: Serdiuc, Sîrbu |
| 6 octombrie 2024 18:00 | 5× 1×               | Cronica | 6× 1× 1×      | Sala Polivalentă „Danubius”, Brăila Asistență: 1500 Arbitri: Serdiuc, Sîrbu |

### Etapa a VI-a
| 9 octombrie 2024 PRO•ARENA15:00 | SCM Gloria Buzău | 21 – 35Anulat | CSM București | Sala Sporturilor „Romeo Iamandi”, Buzău Asistență: 400 Arbitri: Badea, Sándor |
| 9 octombrie 2024 PRO•ARENA15:00 | Ilina 8          | (7–19)        | Grijseels 8   | Sala Sporturilor „Romeo Iamandi”, Buzău Asistență: 400 Arbitri: Badea, Sándor |
| 9 octombrie 2024 PRO•ARENA15:00 | 5× 1×            | Cronica       | 1×            | Sala Sporturilor „Romeo Iamandi”, Buzău Asistență: 400 Arbitri: Badea, Sándor |

| 9 octombrie 2024 17:30 | CS Gloria 2018 Bistrița | 34 – 26 | CS Minaur Baia Mare | TeraPlast Arena, Bistrița Asistență: 2500 Arbitri: Bălan, Savin |
| 9 octombrie 2024 17:30 | Fujita 8                | (18–17) | Gomes, Woller 5     | TeraPlast Arena, Bistrița Asistență: 2500 Arbitri: Bălan, Savin |
| 9 octombrie 2024 17:30 | 5× 1× 1×                | Cronica | 3× 1×               | TeraPlast Arena, Bistrița Asistență: 2500 Arbitri: Bălan, Savin |

| 9 octombrie 2024 PRO•ARENA17:30 | CS Rapid București | 26 – 17 | SCM Craiova | Sala Polivalentă „Rapid”, București Asistență: 500 Arbitri: Pârvu, Potîrniche |
| 9 octombrie 2024 PRO•ARENA17:30 | Korsós, Gorșkova 5 | (10–9)  | Mugoša 5    | Sala Polivalentă „Rapid”, București Asistență: 500 Arbitri: Pârvu, Potîrniche |
| 9 octombrie 2024 PRO•ARENA17:30 | 5×                 | Cronica | 4×          | Sala Polivalentă „Rapid”, București Asistență: 500 Arbitri: Pârvu, Potîrniche |

| 9 octombrie 2024 19:00 | CSM Târgu Jiu | 28 – 34 | SCM Râmnicu Vâlcea | Sala Sporturilor, Târgu Jiu Asistență: 1000 Arbitri: Lovin, Stancu |
| 9 octombrie 2024 19:00 | Paulo 9       | (16–13) | Wollik 8           | Sala Sporturilor, Târgu Jiu Asistență: 1000 Arbitri: Lovin, Stancu |
| 9 octombrie 2024 19:00 | 3× 1× 1×      | Cronica | 1× 2×              | Sala Sporturilor, Târgu Jiu Asistență: 1000 Arbitri: Lovin, Stancu |

| 12 octombrie 2024 12:00 | CSM Slatina          | 25 – 33 | CSM Corona Brașov | Sala LPS, Slatina Arbitri: Popa, Velișca |
| 12 octombrie 2024 12:00 | Bozdoğan, Premović 7 | (15–13) | Boiciuc 9         | Sala LPS, Slatina Arbitri: Popa, Velișca |
| 12 octombrie 2024 12:00 | 5× 2× 1×             | Cronica | 2× 1×             | Sala LPS, Slatina Arbitri: Popa, Velișca |

| 12 octombrie 2024 PRO•ARENA17:30 | CS Măgura Cisnădie | 30 – 30 | HC Dunărea Brăila | Sala Polivalentă „Măgura”, Cisnădie Asistență: 433 Arbitri: Stark, Ștefan |
| 12 octombrie 2024 PRO•ARENA17:30 | Diagouraga 11      | (12–17) | González 9        | Sala Polivalentă „Măgura”, Cisnădie Asistență: 433 Arbitri: Stark, Ștefan |
| 12 octombrie 2024 PRO•ARENA17:30 | 7×                 | Cronica | 3× 1× 1×          | Sala Polivalentă „Măgura”, Cisnădie Asistență: 433 Arbitri: Stark, Ștefan |

| 13 octombrie 2024 11:00 | HC Zalău  | 33 – 20 | CSM Iași 2020 | Sala Sporturilor „Gheorghe Tadici”, Zalău Asistență: 500 Arbitri: Mârza, Nedelea |
| 13 octombrie 2024 11:00 | A. Niță 8 | (16–11) | Florea 4      | Sala Sporturilor „Gheorghe Tadici”, Zalău Asistență: 500 Arbitri: Mârza, Nedelea |
| 13 octombrie 2024 11:00 | 7× 2×     | Cronica | 6× 2×         | Sala Sporturilor „Gheorghe Tadici”, Zalău Asistență: 500 Arbitri: Mârza, Nedelea |

### Etapa a VII-a
| 16 octombrie 2024 PRO•ARENA17:30 | CSM București | 29 – 24 | CS Rapid București | Sala Polivalentă, București Asistență: 500 Arbitri: Ifrim, Ilisei |
| 16 octombrie 2024 PRO•ARENA17:30 | Omoregie 9    | (15–12) | Janjušević 7       | Sala Polivalentă, București Asistență: 500 Arbitri: Ifrim, Ilisei |
| 16 octombrie 2024 PRO•ARENA17:30 | 4× 1×         | Cronica | 2× 1×              | Sala Polivalentă, București Asistență: 500 Arbitri: Ifrim, Ilisei |

| 17 octombrie 2024 Facebook CSM Iași 202017:00 | CSM Iași 2020 | 24 – 29 | CSM Slatina | Sala LPS, Iași Asistență: 300 Arbitri: Iliescu, Manea |
| 17 octombrie 2024 Facebook CSM Iași 202017:00 | Fonseca 7     | (12–14) | Bozdoğan 10 | Sala LPS, Iași Asistență: 300 Arbitri: Iliescu, Manea |
| 17 octombrie 2024 Facebook CSM Iași 202017:00 | 2× 1×         | Cronica | 5× 1×       | Sala LPS, Iași Asistență: 300 Arbitri: Iliescu, Manea |

| 17 octombrie 2024 PRO•ARENA17:30 | SCM Râmnicu Vâlcea | 28 – 32 | CS Gloria 2018 Bistrița | Sala Sporturilor „Traian”, Râmnicu Vâlcea Asistență: 1500 Arbitri: Gorina, Melencu |
| 17 octombrie 2024 PRO•ARENA17:30 | De Jong, Wollik 5  | (12–15) | Fujita 6                | Sala Sporturilor „Traian”, Râmnicu Vâlcea Asistență: 1500 Arbitri: Gorina, Melencu |
| 17 octombrie 2024 PRO•ARENA17:30 | 2×                 | Cronica | 5× 2×                   | Sala Sporturilor „Traian”, Râmnicu Vâlcea Asistență: 1500 Arbitri: Gorina, Melencu |

| 17 octombrie 2024 YouTube SCM Craiova18:00 | SCM Craiova | 27 – 23 | HC Zalău   | Sala Polivalentă, Craiova Asistență: 451 Arbitri: Drăgănescu, Rădulescu |
| 17 octombrie 2024 YouTube SCM Craiova18:00 | İskit 9     | (11–15) | Naumenko 6 | Sala Polivalentă, Craiova Asistență: 451 Arbitri: Drăgănescu, Rădulescu |
| 17 octombrie 2024 YouTube SCM Craiova18:00 | 7× 1×       | Cronica | 5× 2×      | Sala Polivalentă, Craiova Asistență: 451 Arbitri: Drăgănescu, Rădulescu |

| 17 octombrie 2024 18:00 | CS Minaur Baia Mare | 29 – 23Anulat | SCM Gloria Buzău | Sala Sporturilor „Lascăr Pană”, Baia Mare Asistență: 1200 Arbitri: Murariu, Paraschiv |
| 17 octombrie 2024 18:00 | Quintino 6          | (14–11)       | Abdellahi 4      | Sala Sporturilor „Lascăr Pană”, Baia Mare Asistență: 1200 Arbitri: Murariu, Paraschiv |
| 17 octombrie 2024 18:00 | 5× 1×               | Cronica       | 5× 2×            | Sala Sporturilor „Lascăr Pană”, Baia Mare Asistență: 1200 Arbitri: Murariu, Paraschiv |

| 18 octombrie 2024 17:00 | CSM Corona Brașov | 34 – 25 | CS Măgura Cisnădie | Sala „Dumitru Popescu Colibași”, Brașov Asistență: 1000 Arbitri: Gherman, Moldovan |
| 18 octombrie 2024 17:00 | Živković 7        | (17–12) | Diagouraga 6       | Sala „Dumitru Popescu Colibași”, Brașov Asistență: 1000 Arbitri: Gherman, Moldovan |
| 18 octombrie 2024 17:00 | 3× 2×             | Cronica | 6× 2×              | Sala „Dumitru Popescu Colibași”, Brașov Asistență: 1000 Arbitri: Gherman, Moldovan |

| 18 octombrie 2024 PRO•ARENA17:30 | HC Dunărea Brăila    | 29 – 21 | CSM Târgu Jiu | Sala Polivalentă „Danubius”, Brăila Asistență: 1120 Arbitri: Agliceriu, Turdean |
| 18 octombrie 2024 PRO•ARENA17:30 | González, Michalak 5 | (13–11) | Paulo 7       | Sala Polivalentă „Danubius”, Brăila Asistență: 1120 Arbitri: Agliceriu, Turdean |
| 18 octombrie 2024 PRO•ARENA17:30 | 5× 1×                | Cronica | 3× 1×         | Sala Polivalentă „Danubius”, Brăila Asistență: 1120 Arbitri: Agliceriu, Turdean |

### Etapa a VIII-a
| 1 noiembrie 2024 17:30 | CS Gloria 2018 Bistrița | 27 – 26 | HC Dunărea Brăila | TeraPlast Arena, Bistrița Asistență: 2700 Arbitri: Pârvu, Potîrniche |
| 1 noiembrie 2024 17:30 | Fujita 7                | (12–14) | Ježić, Liščević 5 | TeraPlast Arena, Bistrița Asistență: 2700 Arbitri: Pârvu, Potîrniche |
| 1 noiembrie 2024 17:30 | 4× 1×                   | Cronica | 2× 1× 1×          | TeraPlast Arena, Bistrița Asistență: 2700 Arbitri: Pârvu, Potîrniche |

| 1 noiembrie 2024 PRO•ARENA17:30 | SCM Craiova | 27 – 25 | CSM București | Sala Polivalentă, Craiova Asistență: 1000 Arbitri: Gheșoiu, Tița |
| 1 noiembrie 2024 PRO•ARENA17:30 | Pașcan 6    | (14–9)  | Pintea 6      | Sala Polivalentă, Craiova Asistență: 1000 Arbitri: Gheșoiu, Tița |
| 1 noiembrie 2024 PRO•ARENA17:30 | 1× 1×       | Cronica | 2× 1×         | Sala Polivalentă, Craiova Asistență: 1000 Arbitri: Gheșoiu, Tița |

| 2 noiembrie 2024 11:00 | HC Zalău | 34 – 17 | CSM Slatina | Sala Sporturilor „Gheorghe Tadici”, Zalău Asistență: 500 Arbitri: Gherman, Moldovan |
| 2 noiembrie 2024 11:00 | Lazić 12 | (15–7)  | Mușat 4     | Sala Sporturilor „Gheorghe Tadici”, Zalău Asistență: 500 Arbitri: Gherman, Moldovan |
| 2 noiembrie 2024 11:00 | 4× 3×    | Cronica | 3×          | Sala Sporturilor „Gheorghe Tadici”, Zalău Asistență: 500 Arbitri: Gherman, Moldovan |

| 2 noiembrie 2024 17:00 | CS Măgura Cisnădie | 36 – 16 | CSM Iași 2020 | Sala Polivalentă „Măgura”, Cisnădie Asistență: 392 Arbitri: Dudău, Dudău |
| 2 noiembrie 2024 17:00 | Ilie 9             | (16–10) | Severin 4     | Sala Polivalentă „Măgura”, Cisnădie Asistență: 392 Arbitri: Dudău, Dudău |
| 2 noiembrie 2024 17:00 | 2× 1×              | Cronica |               | Sala Polivalentă „Măgura”, Cisnădie Asistență: 392 Arbitri: Dudău, Dudău |

| 2 noiembrie 2024 PRO•ARENA17:30 | CSM Târgu Jiu | 27 – 35 | CSM Corona Brașov | Sala Sporturilor, Târgu Jiu Asistență: 1000 Arbitri: Stark, Ștefan |
| 2 noiembrie 2024 PRO•ARENA17:30 | Paulo 10      | (12–16) | Krpež Šlezak 8    | Sala Sporturilor, Târgu Jiu Asistență: 1000 Arbitri: Stark, Ștefan |
| 2 noiembrie 2024 PRO•ARENA17:30 | 3×            | Cronica | 4×                | Sala Sporturilor, Târgu Jiu Asistență: 1000 Arbitri: Stark, Ștefan |

| 3 noiembrie 2024 PRO•ARENA17:30 | CS Rapid București | 23 – 24 | CS Minaur Baia Mare | Sala Polivalentă „Rapid”, București Asistență: 300 Arbitri: Manafu, Pavel |
| 3 noiembrie 2024 PRO•ARENA17:30 | Korsós 9           | (13–12) | Cazanga 8           | Sala Polivalentă „Rapid”, București Asistență: 300 Arbitri: Manafu, Pavel |
| 3 noiembrie 2024 PRO•ARENA17:30 | 5× 2×              | Cronica | 4×                  | Sala Polivalentă „Rapid”, București Asistență: 300 Arbitri: Manafu, Pavel |

| 3 noiembrie 2024 18:00 | SCM Gloria Buzău          | 29 – 33Anulat | SCM Râmnicu Vâlcea | Sala Sporturilor „Romeo Iamandi”, Buzău Asistență: 500 Arbitri: Agliceriu, Turdean |
| 3 noiembrie 2024 18:00 | Gandrabura, Ilina, Papp 5 | (14–16)       | Hagman 8           | Sala Sporturilor „Romeo Iamandi”, Buzău Asistență: 500 Arbitri: Agliceriu, Turdean |
| 3 noiembrie 2024 18:00 | 4× 2×                     | Cronica       | 2× 1× 1×           | Sala Sporturilor „Romeo Iamandi”, Buzău Asistență: 500 Arbitri: Agliceriu, Turdean |

### Etapa a IX-a
| 5 noiembrie 2024 15:00 | CSM București | 21 – 18 | HC Zalău  | Sala Apollo, București Asistență: 100 Arbitri: Bălan, Savin |
| 5 noiembrie 2024 15:00 | Omoregie 6    | (12–7)  | A. Niță 5 | Sala Apollo, București Asistență: 100 Arbitri: Bălan, Savin |
| 5 noiembrie 2024 15:00 | 5× 2× 1×      | Cronica | 7×        | Sala Apollo, București Asistență: 100 Arbitri: Bălan, Savin |

| 5 noiembrie 2024 PRO•ARENA17:30 | CSM Corona Brașov | 25 – 24 | CS Gloria 2018 Bistrița  | Sala „Dumitru Popescu Colibași”, Brașov Asistență: 900 Arbitri: Belean, Hendrea |
| 5 noiembrie 2024 PRO•ARENA17:30 | Živković 8        | (16–10) | Kirdiașeva, So Delgado 6 | Sala „Dumitru Popescu Colibași”, Brașov Asistență: 900 Arbitri: Belean, Hendrea |
| 5 noiembrie 2024 PRO•ARENA17:30 | 4× 1×             | Cronica | 3× 1×                    | Sala „Dumitru Popescu Colibași”, Brașov Asistență: 900 Arbitri: Belean, Hendrea |

| 6 noiembrie 2024 PRO•ARENA17:30 | SCM Râmnicu Vâlcea | 26 – 39 | CS Rapid București | Sala Sporturilor „Traian”, Râmnicu Vâlcea Asistență: 1800 Arbitri: Badiu, Barbu |
| 6 noiembrie 2024 PRO•ARENA17:30 | Wollik 6           | (17–18) | Stoica 9           | Sala Sporturilor „Traian”, Râmnicu Vâlcea Asistență: 1800 Arbitri: Badiu, Barbu |
| 6 noiembrie 2024 PRO•ARENA17:30 | 3× 1×              | Cronica | 4× 1×              | Sala Sporturilor „Traian”, Râmnicu Vâlcea Asistență: 1800 Arbitri: Badiu, Barbu |

| 9 noiembrie 2024 PRO•ARENA17:30 | HC Dunărea Brăila | 34 – 28Anulat | SCM Gloria Buzău | Sala Polivalentă „Danubius”, Brăila Asistență: 853 Arbitri: Mârza, Nedelea |
| 9 noiembrie 2024 PRO•ARENA17:30 | Michalak 6        | (17–11)       | Ilina 9          | Sala Polivalentă „Danubius”, Brăila Asistență: 853 Arbitri: Mârza, Nedelea |
| 9 noiembrie 2024 PRO•ARENA17:30 | 4× 1×             | Cronica       | 2× 1×            | Sala Polivalentă „Danubius”, Brăila Asistență: 853 Arbitri: Mârza, Nedelea |

| 9 noiembrie 2024 18:00 | CSM Iași 2020 | 17 – 24 | CSM Târgu Jiu   | Sala LPS, Iași Asistență: 2450 Arbitri: Georgescu, Moldoveanu |
| 9 noiembrie 2024 18:00 | Fonseca 7     | (10–12) | Ciolan, Paulo 6 | Sala LPS, Iași Asistență: 2450 Arbitri: Georgescu, Moldoveanu |
| 9 noiembrie 2024 18:00 | 3× 1×         | Cronica | 5× 1×           | Sala LPS, Iași Asistență: 2450 Arbitri: Georgescu, Moldoveanu |

| 10 noiembrie 2024 11:00 | CSM Slatina | 31 – 32 | CS Măgura Cisnădie | Sala LPS, Slatina Asistență: 150 Arbitri: Șerbu, Vasilescu |
| 10 noiembrie 2024 11:00 | Premović 8  | (17–14) | Radosavljević 10   | Sala LPS, Slatina Asistență: 150 Arbitri: Șerbu, Vasilescu |
| 10 noiembrie 2024 11:00 | 4× 1×       | Cronica | 4× 1×              | Sala LPS, Slatina Asistență: 150 Arbitri: Șerbu, Vasilescu |

| 10 noiembrie 2024 18:00 | CS Minaur Baia Mare  | 31 – 27 | SCM Craiova | Sala Sporturilor „Lascăr Pană”, Baia Mare Asistență: 1200 Arbitri: Cazan, Suliman |
| 10 noiembrie 2024 18:00 | Quintino, Spugnini 7 | (15–14) | Pașcan 7    | Sala Sporturilor „Lascăr Pană”, Baia Mare Asistență: 1200 Arbitri: Cazan, Suliman |
| 10 noiembrie 2024 18:00 | 2× 1×                | Cronica | 4× 3×       | Sala Sporturilor „Lascăr Pană”, Baia Mare Asistență: 1200 Arbitri: Cazan, Suliman |

### Etapa a X-a
| 12 noiembrie 2024 17:30 | CS Gloria 2018 Bistrița | 36 – 23 | CSM Iași 2020 | TeraPlast Arena, Bistrița Asistență: 2750 Arbitri: Babău, Roibu |
| 12 noiembrie 2024 17:30 | Seraficeanu 7           | (19–13) | Severin 6     | TeraPlast Arena, Bistrița Asistență: 2750 Arbitri: Babău, Roibu |
| 12 noiembrie 2024 17:30 | 3× 1×                   | Cronica | 2× 1×         | TeraPlast Arena, Bistrița Asistență: 2750 Arbitri: Babău, Roibu |

| 13 noiembrie 2024 YouTube CSM București15:00 | CSM București | 30 – 23 | CS Minaur Baia Mare | Sala Apollo, București Asistență: 200 Arbitri: Enache, Răduț |
| 13 noiembrie 2024 YouTube CSM București15:00 | Arntzen 5     | (14–11) | Cazanga 5           | Sala Apollo, București Asistență: 200 Arbitri: Enache, Răduț |
| 13 noiembrie 2024 YouTube CSM București15:00 | 3× 1×         | Cronica | 2× 1×               | Sala Apollo, București Asistență: 200 Arbitri: Enache, Răduț |

| 13 noiembrie 2024 PRO•ARENA17:30 | CS Rapid București | 35 – 35 | HC Dunărea Brăila | Sala Polivalentă „Rapid”, București Asistență: 530 Arbitri: Lovin, Stancu |
| 13 noiembrie 2024 PRO•ARENA17:30 | Korsós 6           | (19–23) | Milosavljević 8   | Sala Polivalentă „Rapid”, București Asistență: 530 Arbitri: Lovin, Stancu |
| 13 noiembrie 2024 PRO•ARENA17:30 | 6× 1× 1×           | Cronica | 8× 1×             | Sala Polivalentă „Rapid”, București Asistență: 530 Arbitri: Lovin, Stancu |

| 13 noiembrie 2024 YouTube SCM Craiova17:30 | SCM Craiova | 28 – 30 | SCM Râmnicu Vâlcea | Sala Polivalentă, Craiova Asistență: 472 Arbitri: Stark, Ștefan |
| 13 noiembrie 2024 YouTube SCM Craiova17:30 | İskit 8     | (17–19) | Hagman 6           | Sala Polivalentă, Craiova Asistență: 472 Arbitri: Stark, Ștefan |
| 13 noiembrie 2024 YouTube SCM Craiova17:30 | 2× 1×       | Cronica | 2× 1×              | Sala Polivalentă, Craiova Asistență: 472 Arbitri: Stark, Ștefan |

| 14 noiembrie 2024 PRO•ARENA17:30 | SCM Gloria Buzău | 32 – 36Anulat | CSM Corona Brașov | Sala Sporturilor „Romeo Iamandi”, Buzău Asistență: 200 Arbitri: Cazan, Suliman |
| 14 noiembrie 2024 PRO•ARENA17:30 | Abdellahi 6      | (14–20)       | Živković 11       | Sala Sporturilor „Romeo Iamandi”, Buzău Asistență: 200 Arbitri: Cazan, Suliman |
| 14 noiembrie 2024 PRO•ARENA17:30 | 4× 1×            | Cronica       | 5× 2×             | Sala Sporturilor „Romeo Iamandi”, Buzău Asistență: 200 Arbitri: Cazan, Suliman |

| 14 noiembrie 2024 18:00 | HC Zalău | 27 – 27 | CS Măgura Cisnădie | Sala Sporturilor „Gheorghe Tadici”, Zalău Asistență: 300 Arbitri: Pârvu, Potîrniche |
| 14 noiembrie 2024 18:00 | Lazić 10 | (12–12) | Diagouraga 7       | Sala Sporturilor „Gheorghe Tadici”, Zalău Asistență: 300 Arbitri: Pârvu, Potîrniche |
| 14 noiembrie 2024 18:00 | 2× 1× 1× | Cronica | 6×                 | Sala Sporturilor „Gheorghe Tadici”, Zalău Asistență: 300 Arbitri: Pârvu, Potîrniche |

| 14 noiembrie 2024 18:30 | CSM Târgu Jiu | 24 – 18 | CSM Slatina          | Sala Sporturilor, Târgu Jiu Asistență: 1000 Arbitri: Constantin, Gál |
| 14 noiembrie 2024 18:30 | Paulo 7       | (11–9)  | Ćorović, Sazdovska 3 | Sala Sporturilor, Târgu Jiu Asistență: 1000 Arbitri: Constantin, Gál |
| 14 noiembrie 2024 18:30 | 3× 2×         | Cronica | 4× 1×                | Sala Sporturilor, Târgu Jiu Asistență: 1000 Arbitri: Constantin, Gál |

### Etapa a XI-a
| 20 decembrie 2024 PRO•ARENA17:30 | HC Dunărea Brăila | 36 – 30 | SCM Craiova | Sala Polivalentă „Danubius”, Brăila Asistență: 1542 Arbitri: Ifrim, Ilisei |
| 20 decembrie 2024 PRO•ARENA17:30 | Ježić, Kanaval 6  | (17–12) | Da Rocha 7  | Sala Polivalentă „Danubius”, Brăila Asistență: 1542 Arbitri: Ifrim, Ilisei |
| 20 decembrie 2024 PRO•ARENA17:30 | 5× 1× 1×          | Cronica | 3× 3×       | Sala Polivalentă „Danubius”, Brăila Asistență: 1542 Arbitri: Ifrim, Ilisei |

| 21 decembrie 2024 12:00 | CS Minaur Baia Mare | 25 – 22 | HC Zalău  | Sala Sporturilor „Lascăr Pană”, Baia Mare Asistență: 800 Arbitri: Basso, Tofan |
| 21 decembrie 2024 12:00 | Woller 7            | (13–9)  | A. Niță 6 | Sala Sporturilor „Lascăr Pană”, Baia Mare Asistență: 800 Arbitri: Basso, Tofan |
| 21 decembrie 2024 12:00 | 4× 1× 1×            | Cronica | 3× 2×     | Sala Sporturilor „Lascăr Pană”, Baia Mare Asistență: 800 Arbitri: Basso, Tofan |

| 21 decembrie 2024 PRO•ARENA17:30 | CS Măgura Cisnădie | 29 – 29 | CSM Târgu Jiu | Sala Polivalentă „Măgura”, Cisnădie Asistență: 400 Arbitri: Cazan, Suliman |
| 21 decembrie 2024 PRO•ARENA17:30 | Diagouraga 11      | (12–17) | Paulo 8       | Sala Polivalentă „Măgura”, Cisnădie Asistență: 400 Arbitri: Cazan, Suliman |
| 21 decembrie 2024 PRO•ARENA17:30 | 5× 1×              | Cronica | 3× 1×         | Sala Polivalentă „Măgura”, Cisnădie Asistență: 400 Arbitri: Cazan, Suliman |

| 22 decembrie 2024 11:00 | CSM Slatina | 22 – 32 | CS Gloria 2018 Bistrița | Sala LPS, Slatina Asistență: 150 Arbitri: Badea, Sándor |
| 22 decembrie 2024 11:00 | Premović 5  | (11–15) | Kirdiașeva 5            | Sala LPS, Slatina Asistență: 150 Arbitri: Badea, Sándor |
| 22 decembrie 2024 11:00 | 4× 1×       | Cronica | 5× 1×                   | Sala LPS, Slatina Asistență: 150 Arbitri: Badea, Sándor |

| 22 decembrie 2024 YouTube CSM Iași 202017:00 | CSM Iași 2020 | 23 – 26Anulat | SCM Gloria Buzău | Sala Polivalentă „Dan Constantin Irimiciuc”, Iași Asistență: 200 Arbitri: Badiu, Barbu |
| 22 decembrie 2024 YouTube CSM Iași 202017:00 | Fonseca 6     | (9–13)        | Pál 6            | Sala Polivalentă „Dan Constantin Irimiciuc”, Iași Asistență: 200 Arbitri: Badiu, Barbu |
| 22 decembrie 2024 YouTube CSM Iași 202017:00 | 3× 1×         | Cronica       | 5× 1×            | Sala Polivalentă „Dan Constantin Irimiciuc”, Iași Asistență: 200 Arbitri: Badiu, Barbu |

| 22 decembrie 2024 PRO•ARENA17:30 | CSM Corona Brașov | 32 – 28 | CS Rapid București | Sala „Dumitru Popescu Colibași”, Brașov Asistență: 1200 Arbitri: Georgescu, Moldoveanu |
| 22 decembrie 2024 PRO•ARENA17:30 | Krpež Šlezak 15   | (20–13) | Ristovska 6        | Sala „Dumitru Popescu Colibași”, Brașov Asistență: 1200 Arbitri: Georgescu, Moldoveanu |
| 22 decembrie 2024 PRO•ARENA17:30 | 5× 1×             | Cronica | 2× 2× 1×           | Sala „Dumitru Popescu Colibași”, Brașov Asistență: 1200 Arbitri: Georgescu, Moldoveanu |

| 23 decembrie 2024 PRO•ARENA17:30 | SCM Râmnicu Vâlcea | 27 – 29 | CSM București     | Sala Sporturilor „Traian”, Râmnicu Vâlcea Arbitri: Pârvu, Potîrniche |
| 23 decembrie 2024 PRO•ARENA17:30 | Wollik 6           | (14–13) | Neagu, Omoregie 6 | Sala Sporturilor „Traian”, Râmnicu Vâlcea Arbitri: Pârvu, Potîrniche |
| 23 decembrie 2024 PRO•ARENA17:30 | 2× 1× 1×           | Cronica | 4×                | Sala Sporturilor „Traian”, Râmnicu Vâlcea Arbitri: Pârvu, Potîrniche |

### Etapa a XII-a
| 28 decembrie 2024 11:00 | HC Zalău | 23 – 23 | CSM Târgu Jiu | Sala Sporturilor „Gheorghe Tadici”, Zalău Asistență: 450 Arbitri: Belean, Hendrea |
| 28 decembrie 2024 11:00 | Lazić 12 | (12–16) | Paulo 10      | Sala Sporturilor „Gheorghe Tadici”, Zalău Asistență: 450 Arbitri: Belean, Hendrea |
| 28 decembrie 2024 11:00 | 2× 2×    | Cronica | 5× 2×         | Sala Sporturilor „Gheorghe Tadici”, Zalău Asistență: 450 Arbitri: Belean, Hendrea |

| 28 decembrie 2024 PRO•ARENA17:30 | CS Rapid București | 38 – 24 | CSM Iași 2020 | Sala Polivalentă „Rapid”, București Asistență: 500 Arbitri: Costache, Mărgărit |
| 28 decembrie 2024 PRO•ARENA17:30 | Buceschi 7         | (15–11) | Fonseca 6     | Sala Polivalentă „Rapid”, București Asistență: 500 Arbitri: Costache, Mărgărit |
| 28 decembrie 2024 PRO•ARENA17:30 | 3× 1×              | Cronica | 4×            | Sala Polivalentă „Rapid”, București Asistență: 500 Arbitri: Costache, Mărgărit |

| 29 decembrie 2024 12:30 | CS Minaur Baia Mare | 29 – 22 | SCM Râmnicu Vâlcea   | Sala Sporturilor „Lascăr Pană”, Baia Mare Asistență: 1100 Arbitri: Șerbu, Vasilescu |
| 29 decembrie 2024 12:30 | Quintino 7          | (13–10) | Cholevová, Gogîrlă 4 | Sala Sporturilor „Lascăr Pană”, Baia Mare Asistență: 1100 Arbitri: Șerbu, Vasilescu |
| 29 decembrie 2024 12:30 | 3× 1×               | Cronica | 4× 1×                | Sala Sporturilor „Lascăr Pană”, Baia Mare Asistență: 1100 Arbitri: Șerbu, Vasilescu |

| 29 decembrie 2024 PRO•ARENA15:00 | CSM București | 27 – 25 | HC Dunărea Brăila | Sala Apollo, București Asistență: 300 Arbitri: Murariu, Paraschiv |
| 29 decembrie 2024 PRO•ARENA15:00 | Neagu 9       | (15–13) | González 7        | Sala Apollo, București Asistență: 300 Arbitri: Murariu, Paraschiv |
| 29 decembrie 2024 PRO•ARENA15:00 | 4× 2×         | Cronica | 4× 2×             | Sala Apollo, București Asistență: 300 Arbitri: Murariu, Paraschiv |

| 29 decembrie 2024 16:00 | CS Gloria 2018 Bistrița | 36 – 20 | CS Măgura Cisnădie | TeraPlast Arena, Bistrița Asistență: 2850 Arbitri: Gherman, Moldovan |
| 29 decembrie 2024 16:00 | Kirdiașeva 9            | (18–9)  | Diagouraga 8       | TeraPlast Arena, Bistrița Asistență: 2850 Arbitri: Gherman, Moldovan |
| 29 decembrie 2024 16:00 | 5× 3×                   | Cronica | 7× 3×              | TeraPlast Arena, Bistrița Asistență: 2850 Arbitri: Gherman, Moldovan |

| 29 decembrie 2024 PRO•ARENA17:30 | SCM Craiova | 28 – 24 | CSM Corona Brașov | Sala Polivalentă, Craiova Asistență: 200 Arbitri: Badiu, Barbu |
| 29 decembrie 2024 PRO•ARENA17:30 | Da Rocha 8  | (12–14) | Krpež Šlezak 6    | Sala Polivalentă, Craiova Asistență: 200 Arbitri: Badiu, Barbu |
| 29 decembrie 2024 PRO•ARENA17:30 | 4× 1×       | Cronica | 6× 2×             | Sala Polivalentă, Craiova Asistență: 200 Arbitri: Badiu, Barbu |

| 29 decembrie 2024 18:00 | SCM Gloria Buzău | 35 – 28Anulat | CSM Slatina | Sala Sporturilor „Romeo Iamandi”, Buzău Asistență: 400 Arbitri: Stark, Ștefan |
| 29 decembrie 2024 18:00 | Pál 8            | (18–16)       | Bozdoğan 7  | Sala Sporturilor „Romeo Iamandi”, Buzău Asistență: 400 Arbitri: Stark, Ștefan |
| 29 decembrie 2024 18:00 | 6× 2× 1×         | Cronica       | 4×          | Sala Sporturilor „Romeo Iamandi”, Buzău Asistență: 400 Arbitri: Stark, Ștefan |

### Etapa a XIII-a
| 5 ianuarie 2025 PRO•ARENA15:00 | CSM Corona Brașov | 32 – 33 | CSM București | Sala „Dumitru Popescu Colibași”, Brașov Asistență: 1200 Arbitri: Gorina, Melencu |
| 5 ianuarie 2025 PRO•ARENA15:00 | Živković 7        | (12–18) | Neagu 8       | Sala „Dumitru Popescu Colibași”, Brașov Asistență: 1200 Arbitri: Gorina, Melencu |
| 5 ianuarie 2025 PRO•ARENA15:00 | 2× 1×             | Cronica | 5× 1×         | Sala „Dumitru Popescu Colibași”, Brașov Asistență: 1200 Arbitri: Gorina, Melencu |

| 5 ianuarie 2025 YouTube SCM Râmnicu Vâlcea17:00 | SCM Râmnicu Vâlcea | 34 – 29 | HC Zalău                       | Sala Sporturilor „Traian”, Râmnicu Vâlcea Asistență: 1300 Arbitri: Manafu, Pavel |
| 5 ianuarie 2025 YouTube SCM Râmnicu Vâlcea17:00 | Hagman 7           | (12–12) | Ben Abdallah, Lazić, A. Niță 6 | Sala Sporturilor „Traian”, Râmnicu Vâlcea Asistență: 1300 Arbitri: Manafu, Pavel |
| 5 ianuarie 2025 YouTube SCM Râmnicu Vâlcea17:00 | 7×                 | Cronica | 4× 1×                          | Sala Sporturilor „Traian”, Râmnicu Vâlcea Asistență: 1300 Arbitri: Manafu, Pavel |

| 5 ianuarie 2025 17:00 | HC Dunărea Brăila  | 33 – 28 | CS Minaur Baia Mare | Sala Polivalentă „Danubius”, Brăila Asistență: 1043 Arbitri: Constantin, Gál |
| 5 ianuarie 2025 17:00 | González, Raicea 6 | (18–15) | Cazanga 7           | Sala Polivalentă „Danubius”, Brăila Asistență: 1043 Arbitri: Constantin, Gál |
| 5 ianuarie 2025 17:00 | 1× 2×              | Cronica | 4× 1×               | Sala Polivalentă „Danubius”, Brăila Asistență: 1043 Arbitri: Constantin, Gál |

| 5 ianuarie 2025 YouTube CSM Iași 202017:00 | CSM Iași 2020 | 25 – 35 | SCM Craiova | Sala LPS, Iași Asistență: 450 Arbitri: Agliceriu, Turdean |
| 5 ianuarie 2025 YouTube CSM Iași 202017:00 | Fonseca 9     | (11–18) | İskit 9     | Sala LPS, Iași Asistență: 450 Arbitri: Agliceriu, Turdean |
| 5 ianuarie 2025 YouTube CSM Iași 202017:00 | 3× 2×         | Cronica | 7× 1×       | Sala LPS, Iași Asistență: 450 Arbitri: Agliceriu, Turdean |

| 5 ianuarie 2025 17:00 | CS Măgura Cisnădie | 31 – 26Anulat | SCM Gloria Buzău | Sala Polivalentă „Măgura”, Cisnădie Asistență: 250 Arbitri: Enache, Răduț |
| 5 ianuarie 2025 17:00 | Roșu 9             | (16–14)       | Ilina 6          | Sala Polivalentă „Măgura”, Cisnădie Asistență: 250 Arbitri: Enache, Răduț |
| 5 ianuarie 2025 17:00 | 3× 1×              | Cronica       | 2× 2×            | Sala Polivalentă „Măgura”, Cisnădie Asistență: 250 Arbitri: Enache, Răduț |

| 6 ianuarie 2025 PRO•ARENA17:30 | CSM Târgu Jiu | 25 – 32 | CS Gloria 2018 Bistrița | Sala Sporturilor, Târgu Jiu Asistență: 800 Arbitri: Iliescu, Manea |
| 6 ianuarie 2025 PRO•ARENA17:30 | Paulo 9       | (12–13) | Araújo, So Delgado 5    | Sala Sporturilor, Târgu Jiu Asistență: 800 Arbitri: Iliescu, Manea |
| 6 ianuarie 2025 PRO•ARENA17:30 | 4× 2×         | Cronica | 6× 2×                   | Sala Sporturilor, Târgu Jiu Asistență: 800 Arbitri: Iliescu, Manea |

| 6 ianuarie 2025 18:00 | CSM Slatina | 24 – 35 | CS Rapid București | Sala LPS, Slatina Asistență: 160 Arbitri: Bălan, Savin |
| 6 ianuarie 2025 18:00 | Cace 5      | (9–16)  | Kassoma 6          | Sala LPS, Slatina Asistență: 160 Arbitri: Bălan, Savin |
| 6 ianuarie 2025 18:00 | 1× 1×       | Cronica | 6× 1×              | Sala LPS, Slatina Asistență: 160 Arbitri: Bălan, Savin |

| Poz. | Echipa                  | J  | V  | E | Î  | GM  | GP  | G     | P  |
| ---- | ----------------------- | -- | -- | - | -- | --- | --- | ----- | -- |
| 1    | CSM București           | 12 | 11 | 0 | 1  | 361 | 302 | + 59  | 33 |
| 2    | CS Gloria 2018 Bistrița | 12 | 10 | 0 | 2  | 361 | 295 | + 66  | 30 |
| 3    | CSM Corona Brașov       | 12 | 9  | 0 | 3  | 373 | 322 | + 51  | 27 |
| 4    | CS Minaur Baia Mare     | 12 | 9  | 0 | 3  | 341 | 318 | + 23  | 27 |
| 5    | CS Rapid București      | 12 | 7  | 1 | 4  | 359 | 309 | + 50  | 22 |
| 6    | SCM Râmnicu Vâlcea      | 12 | 7  | 0 | 5  | 384 | 363 | + 21  | 21 |
| 7    | HC Dunărea Brăila       | 12 | 6  | 2 | 4  | 389 | 345 | + 44  | 20 |
| 8    | SCM Craiova             | 12 | 6  | 0 | 6  | 336 | 332 | + 4   | 18 |
| 9    | CS Măgura Cisnădie      | 12 | 3  | 3 | 6  | 324 | 361 | – 37  | 12 |
| 10   | HC Zalău                | 12 | 2  | 2 | 8  | 311 | 326 | – 15  | 8  |
| 11   | CSM Târgu Jiu           | 12 | 2  | 2 | 8  | 299 | 330 | – 31  | 8  |
| 12   | CSM Slatina             | 12 | 1  | 0 | 11 | 299 | 392 | – 93  | 3  |
| 13   | CSM Iași 2020           | 12 | 0  | 0 | 12 | 277 | 419 | – 142 | 0  |
| 11   | SCM Gloria Buzău1)      | 13 | 3  | 0 | 10 | 349 | 392 | – 43  | 9  |

| Poz. | Echipa                  | J  | V  | E | Î  | GM  | GP  | G     | P  |
| ---- | ----------------------- | -- | -- | - | -- | --- | --- | ----- | -- |
| 1    | CSM București           | 13 | 12 | 0 | 1  | 396 | 323 | + 73  | 36 |
| 2    | CS Gloria 2018 Bistrița | 13 | 11 | 0 | 2  | 392 | 324 | + 68  | 33 |
| 3    | CSM Corona Brașov       | 13 | 10 | 0 | 3  | 409 | 354 | + 55  | 30 |
| 4    | CS Minaur Baia Mare     | 13 | 10 | 0 | 3  | 370 | 341 | + 29  | 30 |
| 5    | CS Rapid București      | 13 | 8  | 1 | 4  | 391 | 331 | + 60  | 25 |
| 6    | SCM Râmnicu Vâlcea      | 13 | 8  | 0 | 5  | 417 | 392 | + 25  | 24 |
| 7    | HC Dunărea Brăila       | 13 | 7  | 2 | 4  | 423 | 373 | + 50  | 23 |
| 8    | SCM Craiova             | 13 | 7  | 0 | 6  | 365 | 357 | + 8   | 21 |
| 9    | CS Măgura Cisnădie      | 13 | 4  | 3 | 6  | 355 | 387 | – 32  | 15 |
| 10   | CSM Târgu Jiu           | 13 | 3  | 2 | 8  | 327 | 355 | – 28  | 11 |
| 11   | SCM Gloria Buzău        | 13 | 3  | 0 | 10 | 349 | 392 | – 43  | 9  |
| 12   | HC Zalău                | 13 | 2  | 2 | 9  | 334 | 354 | – 20  | 8  |
| 13   | CSM Slatina             | 13 | 1  | 0 | 12 | 327 | 427 | – 100 | 3  |
| 14   | CSM Iași 2020           | 13 | 0  | 0 | 13 | 300 | 445 | – 145 | 0  |

| Poz. | Nume                        | Echipă             | Goluri |
| ---- | --------------------------- | ------------------ | ------ |
| 1    | Helena Paulo (ANG)          | CSM Târgu Jiu      | 107    |
| 2    | Fanta Diagouraga (CGO)      | CS Măgura Cisnădie | 91     |
| 2    | Katarina Krpež Šlezak (SRB) | CSM Corona Brașov  | 91     |
| 4    | Emilija Lazić (SRB)         | HC Zalău           | 80     |
| 5    | Anniken Wollik (NOR)        | SCM Râmnicu Vâlcea | 76     |
| 6    | Mireya González (SPA)       | HC Dunărea Brăila  | 72     |
| 7    | Nathalie Hagman (SWE)       | SCM Râmnicu Vâlcea | 70     |
| 8    | Sanja Radosavljević (SRB)   | CS Măgura Cisnădie | 69     |
| 9    | Döne Gül Bozdoğan (TUR)     | CSM Slatina        | 65     |
| 10   | Alexia Niță (ROU)           | HC Zalău           | 64     |

## Rezultate în retur

### Etapa a XIV-a
| 15 ianuarie 2025 12:00 | HC Zalău         | 25 – 24 | CS Gloria 2018 Bistrița | Sala Sporturilor „Gheorghe Tadici”, Zalău Asistență: 300 Arbitri: Popa, Velișca |
| 15 ianuarie 2025 12:00 | Jlezi, Vintilă 5 | (13–12) | Bazaliu 5               | Sala Sporturilor „Gheorghe Tadici”, Zalău Asistență: 300 Arbitri: Popa, Velișca |
| 15 ianuarie 2025 12:00 | 3× 2×            | Cronica | 6× 2× 1×                | Sala Sporturilor „Gheorghe Tadici”, Zalău Asistență: 300 Arbitri: Popa, Velișca |

| 15 ianuarie 2025 YouTube CSM Iași 202015:00 | CSM Iași 2020 | 25 – 37 | CSM București | Sala Polivalentă „Dan Constantin Irimiciuc”, Iași Asistență: 450 Arbitri: Basso, Tofan |
| 15 ianuarie 2025 YouTube CSM Iași 202015:00 | Fonseca 8     | (14–12) | Grijseels 12  | Sala Polivalentă „Dan Constantin Irimiciuc”, Iași Asistență: 450 Arbitri: Basso, Tofan |
| 15 ianuarie 2025 YouTube CSM Iași 202015:00 | 5× 1×         | Cronica | 3× 1×         | Sala Polivalentă „Dan Constantin Irimiciuc”, Iași Asistență: 450 Arbitri: Basso, Tofan |

| 15 ianuarie 2025 17:00 | CS Măgura Cisnădie | 24 – 33 | CS Rapid București | Sala Polivalentă „Măgura”, Cisnădie Arbitri: Stark, Ștefan |
| 15 ianuarie 2025 17:00 | Diagouraga 10      | (10–15) | Korsós 5           | Sala Polivalentă „Măgura”, Cisnădie Arbitri: Stark, Ștefan |
| 15 ianuarie 2025 17:00 | 4× 1×              | Cronica | 3× 1×              | Sala Polivalentă „Măgura”, Cisnădie Arbitri: Stark, Ștefan |

| 15 ianuarie 2025 PRO•ARENA17:30 | HC Dunărea Brăila | 31 – 24 | SCM Râmnicu Vâlcea | Sala Polivalentă „Danubius”, Brăila Asistență: 1142 Arbitri: Enache, Radu |
| 15 ianuarie 2025 PRO•ARENA17:30 | Kanaval 7         | (18–11) | Hagman 8           | Sala Polivalentă „Danubius”, Brăila Asistență: 1142 Arbitri: Enache, Radu |
| 15 ianuarie 2025 PRO•ARENA17:30 | 6× 2×             | Cronica | 4×                 | Sala Polivalentă „Danubius”, Brăila Asistență: 1142 Arbitri: Enache, Radu |

| 19 ianuarie 2025 11:30 | CSM Slatina | 27 – 31 | SCM Craiova | Sala LPS, Slatina Asistență: 160 Arbitri: Gheșoiu, Tița |
| 19 ianuarie 2025 11:30 | Premović 7  | (15–14) | Nikolić 8   | Sala LPS, Slatina Asistență: 160 Arbitri: Gheșoiu, Tița |
| 19 ianuarie 2025 11:30 | 3× 2×       | Cronica | 3× 1×       | Sala LPS, Slatina Asistență: 160 Arbitri: Gheșoiu, Tița |

| 19 ianuarie 2025 PRO•ARENA17:30 | CSM Corona Brașov | 27 – 27 | CS Minaur Baia Mare | Sala „Dumitru Popescu Colibași”, Brașov Asistență: 1000 Arbitri: Pârvu, Potîrniche |
| 19 ianuarie 2025 PRO•ARENA17:30 | Krpež Šlezak 9    | (15–11) | Spugnini 7          | Sala „Dumitru Popescu Colibași”, Brașov Asistență: 1000 Arbitri: Pârvu, Potîrniche |
| 19 ianuarie 2025 PRO•ARENA17:30 | 5× 1×             | Cronica | 1× 1×               | Sala „Dumitru Popescu Colibași”, Brașov Asistență: 1000 Arbitri: Pârvu, Potîrniche |

CSM Târgu Jiu a stat.

### Etapa a XV-a
| 22 ianuarie 2025 PRO•ARENA15:00 | CSM București | 41 – 29 | CSM Slatina | Sala Apollo, București Asistență: 95 Arbitri: Bărgăuan, Nicolaevici |
| 22 ianuarie 2025 PRO•ARENA15:00 | Pintea 7      | (17–11) | Ćorović 8   | Sala Apollo, București Asistență: 95 Arbitri: Bărgăuan, Nicolaevici |
| 22 ianuarie 2025 PRO•ARENA15:00 | 3×            | Cronica | 2×          | Sala Apollo, București Asistență: 95 Arbitri: Bărgăuan, Nicolaevici |

| 22 ianuarie 2025 16:00 | CS Rapid București | 32 – 24 | CSM Târgu Jiu | Sala Polivalentă „Rapid”, București Asistență: 500 Arbitri: Ifrim, Ilisei |
| 22 ianuarie 2025 16:00 | Stoica 6           | (16–7)  | Paulo 8       | Sala Polivalentă „Rapid”, București Asistență: 500 Arbitri: Ifrim, Ilisei |
| 22 ianuarie 2025 16:00 | 4×                 | Cronica | 5× 1×         | Sala Polivalentă „Rapid”, București Asistență: 500 Arbitri: Ifrim, Ilisei |

| 22 ianuarie 2025 17:30 | HC Dunărea Brăila | 30 – 22 | HC Zalău | Sala Polivalentă „Danubius”, Brăila Asistență: 523 Arbitri: Mârza, Nedelea |
| 22 ianuarie 2025 17:30 | González 6        | (16–9)  | Lazić 8  | Sala Polivalentă „Danubius”, Brăila Asistență: 523 Arbitri: Mârza, Nedelea |
| 22 ianuarie 2025 17:30 | 6× 1×             | Cronica | 2× 1×    | Sala Polivalentă „Danubius”, Brăila Asistență: 523 Arbitri: Mârza, Nedelea |

| 22 ianuarie 2025 PRO•ARENA17:30 | SCM Râmnicu Vâlcea | 29 – 33 | CSM Corona Brașov | Sala Sporturilor „Traian”, Râmnicu Vâlcea Asistență: 1800 Arbitri: Belean, Hendrea |
| 22 ianuarie 2025 PRO•ARENA17:30 | Hagman 15          | (11–18) | Krpež Šlezak 10   | Sala Sporturilor „Traian”, Râmnicu Vâlcea Asistență: 1800 Arbitri: Belean, Hendrea |
| 22 ianuarie 2025 PRO•ARENA17:30 | 4×                 | Cronica | 7× 1×             | Sala Sporturilor „Traian”, Râmnicu Vâlcea Asistență: 1800 Arbitri: Belean, Hendrea |

| 24 ianuarie 2025 PRO•ARENA17:30 | SCM Craiova | 24 – 22 | CS Măgura Cisnădie | Sala Polivalentă, Craiova Asistență: 1000 Arbitri: Șerbu, Vasilescu |
| 24 ianuarie 2025 PRO•ARENA17:30 | Blažević 8  | (14–8)  | Radosavljević 7    | Sala Polivalentă, Craiova Asistență: 1000 Arbitri: Șerbu, Vasilescu |
| 24 ianuarie 2025 PRO•ARENA17:30 | 1×          | Cronica | 4×                 | Sala Polivalentă, Craiova Asistență: 1000 Arbitri: Șerbu, Vasilescu |

| 25 ianuarie 2025 PRO•ARENA17:30 | CS Minaur Baia Mare | 23 – 21 | CSM Iași 2020 | Sala Sporturilor „Lascăr Pană”, Baia Mare Asistență: 750 Arbitri: Badea, Sándor |
| 25 ianuarie 2025 PRO•ARENA17:30 | Cazanga 5           | (10–11) | Lazăr 5       | Sala Sporturilor „Lascăr Pană”, Baia Mare Asistență: 750 Arbitri: Badea, Sándor |
| 25 ianuarie 2025 PRO•ARENA17:30 | 4× 1×               | Cronica | 5×            | Sala Sporturilor „Lascăr Pană”, Baia Mare Asistență: 750 Arbitri: Badea, Sándor |

CS Gloria 2018 Bistrița-Năsăud a stat.

### Etapa a XVI-a
| 1 februarie 2025 PRO•ARENA15:00 | CS Măgura Cisnădie | 27 – 32 | CSM București     | Sala Polivalentă „Măgura”, Cisnădie Asistență: 1130 Arbitri: Georgescu, Moldoveanu |
| 1 februarie 2025 PRO•ARENA15:00 | Vizuete 8          | (15–16) | Jauković, Neagu 6 | Sala Polivalentă „Măgura”, Cisnădie Asistență: 1130 Arbitri: Georgescu, Moldoveanu |
| 1 februarie 2025 PRO•ARENA15:00 | 5× 2×              | Cronica | 8× 2× 1×          | Sala Polivalentă „Măgura”, Cisnădie Asistență: 1130 Arbitri: Georgescu, Moldoveanu |

| 1 februarie 2025 PRO•ARENA17:30 | CS Gloria 2018 Bistrița | 26 – 29 | CS Rapid București | TeraPlast Arena, Bistrița Asistență: 2850 Arbitri: Cazan, Suliman |
| 1 februarie 2025 PRO•ARENA17:30 | Nüsser, So Delgado 5    | (14–14) | Grozav 8           | TeraPlast Arena, Bistrița Asistență: 2850 Arbitri: Cazan, Suliman |
| 1 februarie 2025 PRO•ARENA17:30 | 3× 1×                   | Cronica | 6× 1×              | TeraPlast Arena, Bistrița Asistență: 2850 Arbitri: Cazan, Suliman |

| 2 februarie 2025 11:00 | CSM Slatina    | 27 – 30 | CS Minaur Baia Mare | Sala LPS, Slatina Asistență: 150 Arbitri: Manafu, Pavel |
| 2 februarie 2025 11:00 | Ćorović, Pál 6 | (14–18) | Quintino 7          | Sala LPS, Slatina Asistență: 150 Arbitri: Manafu, Pavel |
| 2 februarie 2025 11:00 | 3× 1×          | Cronica | 3× 3×               | Sala LPS, Slatina Asistență: 150 Arbitri: Manafu, Pavel |

| 2 februarie 2025 YouTube CSM Iași 202012:00 | CSM Iași 2020 | 23 – 27 | SCM Râmnicu Vâlcea | Sala LPS, Iași Asistență: 286 Arbitri: Gherman, Moldovan |
| 2 februarie 2025 YouTube CSM Iași 202012:00 | Fonseca 8     | (13–15) | Toublanc 5         | Sala LPS, Iași Asistență: 286 Arbitri: Gherman, Moldovan |
| 2 februarie 2025 YouTube CSM Iași 202012:00 | 2× 2×         | Cronica | 5× 3×              | Sala LPS, Iași Asistență: 286 Arbitri: Gherman, Moldovan |

| 2 februarie 2025 17:00 | CSM Târgu Jiu | 23 – 23 | SCM Craiova | Sala Sporturilor, Târgu Jiu Asistență: 1000 Arbitri: Bălan, Savin |
| 2 februarie 2025 17:00 | Paulo 7       | (11–13) | Nikolić 6   | Sala Sporturilor, Târgu Jiu Asistență: 1000 Arbitri: Bălan, Savin |
| 2 februarie 2025 17:00 | 2× 1×         | Cronica | 2× 2×       | Sala Sporturilor, Târgu Jiu Asistență: 1000 Arbitri: Bălan, Savin |

| 2 februarie 2025 PRO•ARENA17:30 | CSM Corona Brașov | 32 – 30 | HC Dunărea Brăila    | Sala „Dumitru Popescu Colibași”, Brașov Asistență: 1300 Arbitri: Gheșoiu, Tița |
| 2 februarie 2025 PRO•ARENA17:30 | Krpež Šlezak 9    | (17–13) | González, Liščević 7 | Sala „Dumitru Popescu Colibași”, Brașov Asistență: 1300 Arbitri: Gheșoiu, Tița |
| 2 februarie 2025 PRO•ARENA17:30 | 4× 2×             | Cronica | 5× 1×                | Sala „Dumitru Popescu Colibași”, Brașov Asistență: 1300 Arbitri: Gheșoiu, Tița |

HC Zalău a stat.

### Etapa a XVII-a
| 11 februarie 2025 PRO•ARENA17:30 | SCM Craiova | 25 – 24 | CS Gloria 2018 Bistrița | Sala Polivalentă, Craiova Asistență: 200 Arbitri: Enache, Răduț |
| 11 februarie 2025 PRO•ARENA17:30 | Da Rocha 6  | (14–17) | So Delgado 6            | Sala Polivalentă, Craiova Asistență: 200 Arbitri: Enache, Răduț |
| 11 februarie 2025 PRO•ARENA17:30 | 3× 1×       | Cronica | 5× 2×                   | Sala Polivalentă, Craiova Asistență: 200 Arbitri: Enache, Răduț |

| 12 februarie 2025 15:00 | CSM București | 28 – 21 | CSM Târgu Jiu | Sala Apollo, București Asistență: 350 Arbitri: Agliceriu, Turdean |
| 12 februarie 2025 15:00 | Jauković 9    | (12–10) | Andriciuk 7   | Sala Apollo, București Asistență: 350 Arbitri: Agliceriu, Turdean |
| 12 februarie 2025 15:00 | 3×            | Cronica | 1× 2×         | Sala Apollo, București Asistență: 350 Arbitri: Agliceriu, Turdean |

| 12 februarie 2025 17:30 | HC Dunărea Brăila | 32 – 23 | CSM Iași 2020 | Sala Polivalentă „Danubius”, Brăila Asistență: 783 Arbitri: Bărgăuan, Nicolaevici |
| 12 februarie 2025 17:30 | Ježić 8           | (15–13) | Fonseca 6     | Sala Polivalentă „Danubius”, Brăila Asistență: 783 Arbitri: Bărgăuan, Nicolaevici |
| 12 februarie 2025 17:30 | 3×                | Cronica | 2× 1×         | Sala Polivalentă „Danubius”, Brăila Asistență: 783 Arbitri: Bărgăuan, Nicolaevici |

| 12 februarie 2025 18:00 | SCM Râmnicu Vâlcea | 41 – 31 | CSM Slatina | Sala Sporturilor „Traian”, Râmnicu Vâlcea Asistență: 250 Arbitri: Gorina, Melencu |
| 12 februarie 2025 18:00 | Wollik, Zschocke 5 | (20–16) | Premović 5  | Sala Sporturilor „Traian”, Râmnicu Vâlcea Asistență: 250 Arbitri: Gorina, Melencu |
| 12 februarie 2025 18:00 | 2× 1×              | Cronica | 1× 1×       | Sala Sporturilor „Traian”, Râmnicu Vâlcea Asistență: 250 Arbitri: Gorina, Melencu |

| 14 februarie 2025 18:00 | CS Minaur Baia Mare | 28 – 26 | CS Măgura Cisnădie | Sala Sporturilor „Lascăr Pană”, Baia Mare Asistență: 1100 Arbitri: Mârza, Nedelea |
| 14 februarie 2025 18:00 | Cazanga 8           | (12–12) | Lovrić 7           | Sala Sporturilor „Lascăr Pană”, Baia Mare Asistență: 1100 Arbitri: Mârza, Nedelea |
| 14 februarie 2025 18:00 | 2× 1×               | Cronica | 5× 1×              | Sala Sporturilor „Lascăr Pană”, Baia Mare Asistență: 1100 Arbitri: Mârza, Nedelea |

| 16 februarie 2025 PRO•ARENA17:30 | CSM Corona Brașov | 28 – 18 | HC Zalău  | Sala „Dumitru Popescu Colibași”, Brașov Asistență: 1200 Arbitri: Ifrim, Ilisei |
| 16 februarie 2025 PRO•ARENA17:30 | Krpež Šlezak 7    | (16–8)  | Andrița 6 | Sala „Dumitru Popescu Colibași”, Brașov Asistență: 1200 Arbitri: Ifrim, Ilisei |
| 16 februarie 2025 PRO•ARENA17:30 | 3× 1×             | Cronica | 3× 2×     | Sala „Dumitru Popescu Colibași”, Brașov Asistență: 1200 Arbitri: Ifrim, Ilisei |

CS Rapid București a stat.

### Etapa a XVIII-a
| 18 februarie 2025 18:00 | CSM Slatina | 34 – 38 | HC Dunărea Brăila   | Sala LPS, Slatina Asistență: 150 Arbitri: Costache, Mărgărit |
| 18 februarie 2025 18:00 | Pál 12      | (17–20) | González, Kanaval 8 | Sala LPS, Slatina Asistență: 150 Arbitri: Costache, Mărgărit |
| 18 februarie 2025 18:00 | 1× 1×       | Cronica | 5× 2×               | Sala LPS, Slatina Asistență: 150 Arbitri: Costache, Mărgărit |

| 19 februarie 2025 17:00 | HC Zalău  | 25 – 28 | CS Rapid București | Sala Sporturilor „Gheorghe Tadici”, Zalău Asistență: 400 Arbitri: Badiu, Barbu |
| 19 februarie 2025 17:00 | A. Niță 9 | (13–9)  | Kassoma 6          | Sala Sporturilor „Gheorghe Tadici”, Zalău Asistență: 400 Arbitri: Badiu, Barbu |
| 19 februarie 2025 17:00 | 3× 2×     | Cronica | 2× 1×              | Sala Sporturilor „Gheorghe Tadici”, Zalău Asistență: 400 Arbitri: Badiu, Barbu |

| 19 februarie 2025 PRO•ARENA17:30 | CS Măgura Cisnădie | 35 – 33 | SCM Râmnicu Vâlcea | Sala Polivalentă „Măgura”, Cisnădie Arbitri: Drăgănescu, Rădulescu |
| 19 februarie 2025 PRO•ARENA17:30 | Diagouraga 10      | (14–14) | Zschocke 9         | Sala Polivalentă „Măgura”, Cisnădie Arbitri: Drăgănescu, Rădulescu |
| 19 februarie 2025 PRO•ARENA17:30 | 7× 1×              | Cronica | 4× 2×              | Sala Polivalentă „Măgura”, Cisnădie Arbitri: Drăgănescu, Rădulescu |

| 23 februarie 2025 YouTube CSM Iași 202017:00 | CSM Iași 2020 | 21 – 24 | CSM Corona Brașov | Sala Polivalenta Dan Constantin Irimiuc, Iași Asistență: 300 Arbitri: Popa, Velișca |
| 23 februarie 2025 YouTube CSM Iași 202017:00 | Ilina 5       | (10–13) | Boiciuc 10        | Sala Polivalenta Dan Constantin Irimiuc, Iași Asistență: 300 Arbitri: Popa, Velișca |
| 23 februarie 2025 YouTube CSM Iași 202017:00 | 4× 1×         | Cronica | 2× 2×             | Sala Polivalenta Dan Constantin Irimiuc, Iași Asistență: 300 Arbitri: Popa, Velișca |

| 23 februarie 2025 PRO•ARENA17:30 | CSM Târgu Jiu | 29 – 29 | CS Minaur Baia Mare | Sala Sporturilor, Târgu Jiu Asistență: 1000 Arbitri: Enache, Radu |
| 23 februarie 2025 PRO•ARENA17:30 | Paulo 9       | (15–14) | Cazanga 7           | Sala Sporturilor, Târgu Jiu Asistență: 1000 Arbitri: Enache, Radu |
| 23 februarie 2025 PRO•ARENA17:30 | 4× 2×         | Cronica | 3× 1×               | Sala Sporturilor, Târgu Jiu Asistență: 1000 Arbitri: Enache, Radu |

| 28 februarie 2025 PRO•ARENA17:30 | CS Gloria 2018 Bistrița | 26 – 26 | CSM București | TeraPlast Arena, Bistrița Asistență: 2800 Arbitri: Stark, Ștefan |
| 28 februarie 2025 PRO•ARENA17:30 | Ostase 6                | (11–9)  | Neagu 9       | TeraPlast Arena, Bistrița Asistență: 2800 Arbitri: Stark, Ștefan |
| 28 februarie 2025 PRO•ARENA17:30 | 3× 1×                   | Cronica | 2× 1×         | TeraPlast Arena, Bistrița Asistență: 2800 Arbitri: Stark, Ștefan |

SCM Craiova a stat.

### Etapa a XIX-a
| 13 martie 2025 PRO•ARENA15:00 | CSM Iași 2020 | 20 – 24 | HC Zalău       | Sala LPS, Iași Asistență: 400 Arbitri: Gorina, Melencu |
| 13 martie 2025 PRO•ARENA15:00 | Ilina 5       | (9–11)  | Ben Abdallah 6 | Sala LPS, Iași Asistență: 400 Arbitri: Gorina, Melencu |
| 13 martie 2025 PRO•ARENA15:00 | 4× 2×         | Cronica | 4× 1×          | Sala LPS, Iași Asistență: 400 Arbitri: Gorina, Melencu |

| 13 martie 2025 17:30 | HC Dunărea Brăila | 38 – 24 | CS Măgura Cisnădie | Sala Polivalentă „Danubius”, Brăila Asistență: 2000 Arbitri: Pârvu, Potîrniche |
| 13 martie 2025 17:30 | Lixăndroiu 7      | (18–12) | Diagouraga, Ilie 6 | Sala Polivalentă „Danubius”, Brăila Asistență: 2000 Arbitri: Pârvu, Potîrniche |
| 13 martie 2025 17:30 | 4×                | Cronica | 3×                 | Sala Polivalentă „Danubius”, Brăila Asistență: 2000 Arbitri: Pârvu, Potîrniche |

| 13 martie 2025 17:30 | CSM Corona Brașov    | 32 – 23 | CSM Slatina | Sala „Dumitru Popescu Colibași”, Brașov Asistență: 1000 Arbitri: Enache, Răduț |
| 13 martie 2025 17:30 | Krpež Šlezak, Lasm 7 | (13–11) | Pál 6       | Sala „Dumitru Popescu Colibași”, Brașov Asistență: 1000 Arbitri: Enache, Răduț |
| 13 martie 2025 17:30 | 1× 1×                | Cronica | 2× 1×       | Sala „Dumitru Popescu Colibași”, Brașov Asistență: 1000 Arbitri: Enache, Răduț |

| 13 martie 2025 PRO•ARENA17:30 | SCM Craiova               | 28 – 27 | CS Rapid București  | Sala Polivalentă, Craiova Asistență: 300 Arbitri: Moldoveanu, Georgescu |
| 13 martie 2025 PRO•ARENA17:30 | Nikolić, Constantinescu 7 | (14–15) | Korsós, Ristovska 5 | Sala Polivalentă, Craiova Asistență: 300 Arbitri: Moldoveanu, Georgescu |
| 13 martie 2025 PRO•ARENA17:30 | 3× 1×                     | Cronica | 9× 2× 1×            | Sala Polivalentă, Craiova Asistență: 300 Arbitri: Moldoveanu, Georgescu |

| 13 martie 2025 18:00 | CS Minaur Baia Mare | 24 – 30 | CS Gloria 2018 Bistrița | Sala Sporturilor „Lascăr Pană”, Baia Mare Asistență: 200 Arbitri: Ifrim, Ilisei |
| 13 martie 2025 18:00 | Cazanga, Quintino 4 | (9–12)  | Nocuń 7                 | Sala Sporturilor „Lascăr Pană”, Baia Mare Asistență: 200 Arbitri: Ifrim, Ilisei |
| 13 martie 2025 18:00 | 2× 1× 1×            | Cronica | 2× 1×                   | Sala Sporturilor „Lascăr Pană”, Baia Mare Asistență: 200 Arbitri: Ifrim, Ilisei |

| 13 martie 2025 18:00 | SCM Râmnicu Vâlcea | 46 – 30 | CSM Târgu Jiu | Sala Sporturilor „Traian”, Râmnicu Vâlcea Asistență: 1000 Arbitri: Drăghici, Drăguț |
| 13 martie 2025 18:00 | Toublanc 9         | (23–13) | Frățilescu 7  | Sala Sporturilor „Traian”, Râmnicu Vâlcea Asistență: 1000 Arbitri: Drăghici, Drăguț |
| 13 martie 2025 18:00 | 5× 1×              | Cronica | 4× 1×         | Sala Sporturilor „Traian”, Râmnicu Vâlcea Asistență: 1000 Arbitri: Drăghici, Drăguț |

CSM București a stat.

### Etapa a XX-a
| 19 martie 2025 PRO•ARENA17:30 | CS Gloria 2018 Bistrița | 38 – 24 | SCM Râmnicu Vâlcea | TeraPlast Arena, Bistrița Asistență: 2800 Arbitri: Constantin, Gál |
| 19 martie 2025 PRO•ARENA17:30 | Nüsser 9                | (21–11) | Gogîrlă 6          | TeraPlast Arena, Bistrița Asistență: 2800 Arbitri: Constantin, Gál |
| 19 martie 2025 PRO•ARENA17:30 | 3×                      | Cronica | 2×                 | TeraPlast Arena, Bistrița Asistență: 2800 Arbitri: Constantin, Gál |

| 19 martie 2025 18:00 | CSM Târgu Jiu | 22 – 35 | HC Dunărea Brăila      | Sala Sporturilor, Târgu Jiu Asistență: 1000 Arbitri: Șerbu, Vasilescu |
| 19 martie 2025 18:00 | Paulo 5       | (14–17) | Ježić, Milosavljević 5 | Sala Sporturilor, Târgu Jiu Asistență: 1000 Arbitri: Șerbu, Vasilescu |
| 19 martie 2025 18:00 |               | Cronica | 1× 1×                  | Sala Sporturilor, Târgu Jiu Asistență: 1000 Arbitri: Șerbu, Vasilescu |

| 23 martie 2025 11:00 | CSM Slatina | 25 – 24 | CSM Iași 2020 | Sala LPS, Slatina Asistență: 150 Arbitri: Stark, Ștefan |
| 23 martie 2025 11:00 | Pál 10      | (12–10) | Fonseca 9     | Sala LPS, Slatina Asistență: 150 Arbitri: Stark, Ștefan |
| 23 martie 2025 11:00 | 2× 2×       | Cronica | 3× 2×         | Sala LPS, Slatina Asistență: 150 Arbitri: Stark, Ștefan |

| 23 martie 2025 17:00 | CS Măgura Cisnădie | 21 – 24 | CSM Corona Brașov | Sala Polivalentă „Măgura”, Cisnădie Asistență: 250 Arbitri: Agliceriu, Turdean |
| 23 martie 2025 17:00 | Radosavljević 9    | (11–14) | Boiciuc, Lasm 5   | Sala Polivalentă „Măgura”, Cisnădie Asistență: 250 Arbitri: Agliceriu, Turdean |
| 23 martie 2025 17:00 | 3× 3×              | Cronica | 5× 1×             | Sala Polivalentă „Măgura”, Cisnădie Asistență: 250 Arbitri: Agliceriu, Turdean |

| 23 martie 2025 PRO•ARENA17:30 | HC Zalău  | 24 – 28 | SCM Craiova | Sala Sporturilor „Gheorghe Tadici”, Zalău Asistență: 825 Arbitri: Mârza, Nedelea |
| 23 martie 2025 PRO•ARENA17:30 | Vintilă 9 | (10–13) | Da Rocha 12 | Sala Sporturilor „Gheorghe Tadici”, Zalău Asistență: 825 Arbitri: Mârza, Nedelea |
| 23 martie 2025 PRO•ARENA17:30 | 2× 2×     | Cronica | 5× 1× 1×    | Sala Sporturilor „Gheorghe Tadici”, Zalău Asistență: 825 Arbitri: Mârza, Nedelea |

| 26 martie 2025 PRO•ARENA17:30 | CS Rapid București | 25 – 26 | CSM București | Sala Polivalentă „Rapid”, București Asistență: 680 Arbitri: Lovin, Stancu |
| 26 martie 2025 PRO•ARENA17:30 | Janjušević 10      | (13–16) | Neagu 6       | Sala Polivalentă „Rapid”, București Asistență: 680 Arbitri: Lovin, Stancu |
| 26 martie 2025 PRO•ARENA17:30 | 1×                 | Cronica | 3×            | Sala Polivalentă „Rapid”, București Asistență: 680 Arbitri: Lovin, Stancu |

CS Minaur Baia Mare a stat.

### Etapa a XXI-a
| 30 martie 2025 11:00 | CSM Slatina | 23 – 27 | HC Zalău | Sala LPS, Slatina Asistență: 150 Arbitri: Drăgănescu, Rădulescu |
| 30 martie 2025 11:00 | Pál 11      | (10–10) | Lazić 7  | Sala LPS, Slatina Asistență: 150 Arbitri: Drăgănescu, Rădulescu |
| 30 martie 2025 11:00 | 8× 1×       | Cronica | 6× 1×    | Sala LPS, Slatina Asistență: 150 Arbitri: Drăgănescu, Rădulescu |

| 30 martie 2025 17:00 | CSM Iași 2020 | 27 – 281) | CS Măgura Cisnădie | Sala LPS, Iași Arbitri: Murariu, Paraschiv |
| 30 martie 2025 17:00 | Ilina 7       | (13–14)   | Ilie 8             | Sala LPS, Iași Arbitri: Murariu, Paraschiv |
| 30 martie 2025 17:00 | 3× 1×         | Cronica   | 4× 2×              | Sala LPS, Iași Arbitri: Murariu, Paraschiv |

1) În urma înfrângerii din această etapă, CSM Iași 2020 s-a clasat matematic pe unul din ultimele 3 locuri (11-13), nemaiputând evita meciurile de baraj sau chiar retrogradarea directă în Divizia A.
| 30 martie 2025 17:30 | CSM Corona Brașov | 29 – 25 | CSM Târgu Jiu | Sala „Dumitru Popescu Colibași”, Brașov Asistență: 200 Arbitri: Stark, Ștefan |
| 30 martie 2025 17:30 | Krpež Šlezak 12   | (16–15) | Paulo 7       | Sala „Dumitru Popescu Colibași”, Brașov Asistență: 200 Arbitri: Stark, Ștefan |
| 30 martie 2025 17:30 | 1×                | Cronica | 4× 1×         | Sala „Dumitru Popescu Colibași”, Brașov Asistență: 200 Arbitri: Stark, Ștefan |

| 3 aprilie 2025 PRO•ARENA15:00 | CSM București | 33 – 23 | SCM Craiova | Sala Apollo, București Asistență: 200 Arbitri: Ifrim, Ilisei |
| 3 aprilie 2025 PRO•ARENA15:00 | Jauković 6    | (16–12) | İskit 5     | Sala Apollo, București Asistență: 200 Arbitri: Ifrim, Ilisei |
| 3 aprilie 2025 PRO•ARENA15:00 | 3× 1×         | Cronica | 1×          | Sala Apollo, București Asistență: 200 Arbitri: Ifrim, Ilisei |

| 3 aprilie 2025 PRO•ARENA17:30 | HC Dunărea Brăila | 35 – 26 | CS Gloria 2018 Bistrița | Sala Polivalentă „Danubius”, Brăila Asistență: 852 Arbitri: Gheșoiu, Tița |
| 3 aprilie 2025 PRO•ARENA17:30 | González 10       | (16–13) | Nocuń 7                 | Sala Polivalentă „Danubius”, Brăila Asistență: 852 Arbitri: Gheșoiu, Tița |
| 3 aprilie 2025 PRO•ARENA17:30 | 4×                | Cronica | 4× 1×                   | Sala Polivalentă „Danubius”, Brăila Asistență: 852 Arbitri: Gheșoiu, Tița |

| 3 aprilie 2025 18:00 | CS Minaur Baia Mare | 23 – 26 | CS Rapid București | Sala Sporturilor „Lascăr Pană”, Baia Mare Asistență: 800 Arbitri: Pârvu, Potîrniche |
| 3 aprilie 2025 18:00 | Cazanga 6           | (12–12) | Janjušević 9       | Sala Sporturilor „Lascăr Pană”, Baia Mare Asistență: 800 Arbitri: Pârvu, Potîrniche |
| 3 aprilie 2025 18:00 | 2×                  | Cronica | 4×                 | Sala Sporturilor „Lascăr Pană”, Baia Mare Asistență: 800 Arbitri: Pârvu, Potîrniche |

SCM Râmnicu Vâlcea a stat.

### Etapa a XXII-a
| 6 aprilie 2025 11:00 | HC Zalău   | 20 – 22 | CSM București | Sala Sporturilor „Gheorghe Tadici”, Zalău Asistență: 850 Arbitri: Gherman, Moldovan |
| 6 aprilie 2025 11:00 | Naumenko 6 | (8–12)  | Pintea 6      | Sala Sporturilor „Gheorghe Tadici”, Zalău Asistență: 850 Arbitri: Gherman, Moldovan |
| 6 aprilie 2025 11:00 | 5× 1×      | Cronica | 4× 2×         | Sala Sporturilor „Gheorghe Tadici”, Zalău Asistență: 850 Arbitri: Gherman, Moldovan |

| 16 aprilie 2025 PRO•ARENA17:30 | CSM Târgu Jiu | 32 – 29 | CSM Iași 2020 | Sala Sporturilor, Târgu Jiu Asistență: 800 Arbitri: Agliceriu, Turdean |
| 16 aprilie 2025 PRO•ARENA17:30 | Paulo 6       | (21–14) | Fonseca 7     | Sala Sporturilor, Târgu Jiu Asistență: 800 Arbitri: Agliceriu, Turdean |
| 16 aprilie 2025 PRO•ARENA17:30 | 5× 2×         | Cronica | 1×            | Sala Sporturilor, Târgu Jiu Asistență: 800 Arbitri: Agliceriu, Turdean |

| 17 aprilie 2025 17:00 | CS Măgura Cisnădie | 29 – 25 | CSM Slatina | Sala Polivalentă „Măgura”, Cisnădie Arbitri: Bălan, Savin |
| 17 aprilie 2025 17:00 | Vizuete 6          | (16–16) | Pál 8       | Sala Polivalentă „Măgura”, Cisnădie Arbitri: Bălan, Savin |
| 17 aprilie 2025 17:00 | 6× 2×              | Cronica | 6× 1×       | Sala Polivalentă „Măgura”, Cisnădie Arbitri: Bălan, Savin |

| 17 aprilie 2025 17:30 | CS Rapid București | 38 – 38 | SCM Râmnicu Vâlcea | Sala Polivalentă „Rapid”, București Asistență: 150 Arbitri: Murariu, Paraschiv |
| 17 aprilie 2025 17:30 | Janjušević 13      | (19–18) | Hagman 10          | Sala Polivalentă „Rapid”, București Asistență: 150 Arbitri: Murariu, Paraschiv |
| 17 aprilie 2025 17:30 | 5×                 | Cronica | 6× 2×              | Sala Polivalentă „Rapid”, București Asistență: 150 Arbitri: Murariu, Paraschiv |

| 17 aprilie 2025 PRO•ARENA17:30 | CS Gloria 2018 Bistrița               | 29 – 23 | CSM Corona Brașov | TeraPlast Arena, Bistrița Asistență: 2700 Arbitri: Șerbu, Vasilescu |
| 17 aprilie 2025 PRO•ARENA17:30 | Fujita, Kácsor, Nüsser, Seraficeanu 4 | (14–16) | Krpež Šlezak 4    | TeraPlast Arena, Bistrița Asistență: 2700 Arbitri: Șerbu, Vasilescu |
| 17 aprilie 2025 PRO•ARENA17:30 | 2× 2×                                 | Cronica | 5× 2×             | TeraPlast Arena, Bistrița Asistență: 2700 Arbitri: Șerbu, Vasilescu |

| 18 aprilie 2025 PRO•ARENA17:30 | SCM Craiova | 29 – 23 | CS Minaur Baia Mare                    | Sala Polivalentă, Craiova Asistență: 300 Arbitri: Badiu, Barbu |
| 18 aprilie 2025 PRO•ARENA17:30 | Blažević 8  | (13–10) | Cazanga, Gomes, Quintino, Vukajlović 3 | Sala Polivalentă, Craiova Asistență: 300 Arbitri: Badiu, Barbu |
| 18 aprilie 2025 PRO•ARENA17:30 | 6×          | Cronica | 5× 2× 1×                               | Sala Polivalentă, Craiova Asistență: 300 Arbitri: Badiu, Barbu |

HC Dunărea Brăila a stat.

### Etapa a XXIII-a
| 26 aprilie 2025 PRO•ARENA17:30 | HC Dunărea Brăila                | 31 – 35 | CS Rapid București    | Sala Polivalentă „Danubius”, Brăila Asistență: 1200 Arbitri: Ifrim, Ilisei |
| 26 aprilie 2025 PRO•ARENA17:30 | Böhme, Michalak, Milosavljević 5 | (14–15) | Janjušević, Kassoma 7 | Sala Polivalentă „Danubius”, Brăila Asistență: 1200 Arbitri: Ifrim, Ilisei |
| 26 aprilie 2025 PRO•ARENA17:30 | 5× 1×                            | Cronica | 2× 1×                 | Sala Polivalentă „Danubius”, Brăila Asistență: 1200 Arbitri: Ifrim, Ilisei |

| 27 aprilie 2025 11:00 | CSM Slatina | 26 – 291) | CSM Târgu Jiu | Sala LPS, Slatina Asistență: 150 Arbitri: Basso, Tofan |
| 27 aprilie 2025 11:00 | Bozdoğan 6  | (14–13)   | Bucă 6        | Sala LPS, Slatina Asistență: 150 Arbitri: Basso, Tofan |
| 27 aprilie 2025 11:00 | 4× 1×       | Cronica   | 5× 1×         | Sala LPS, Slatina Asistență: 150 Arbitri: Basso, Tofan |

1) În urma înfrângerii din această etapă, CSM Slatina s-a clasat matematic pe unul din ultimele 2 locuri (12-13), nemaiputând evita meciurile de baraj sau chiar retrogradarea directă în Divizia A.
| 27 aprilie 2025 17:00 | CS Măgura Cisnădie | 24 – 19 | HC Zalău    | Sala Polivalentă „Măgura”, Cisnădie Asistență: 430 Arbitri: Ciutacu, Stamatoiu |
| 27 aprilie 2025 17:00 | Ilie 6             | (10–9)  | Lazić 9     | Sala Polivalentă „Măgura”, Cisnădie Asistență: 430 Arbitri: Ciutacu, Stamatoiu |
| 27 aprilie 2025 17:00 | 12× 2×             | Cronica | 8× 2× 1× 1× | Sala Polivalentă „Măgura”, Cisnădie Asistență: 430 Arbitri: Ciutacu, Stamatoiu |

| 27 aprilie 2025 YouTube CSM Iași 202017:00 | CSM Iași 2020 | 20 – 37 | CS Gloria 2018 Bistrița | Sala Polivalentă „Dan Constantin Irimiciuc”, Iași Asistență: 500 Arbitri: Serdiuc, Sîrbu |
| 27 aprilie 2025 YouTube CSM Iași 202017:00 | Prikop 4      | (13–15) | Fujita 11               | Sala Polivalentă „Dan Constantin Irimiciuc”, Iași Asistență: 500 Arbitri: Serdiuc, Sîrbu |
| 27 aprilie 2025 YouTube CSM Iași 202017:00 | 4×            | Cronica | 2×                      | Sala Polivalentă „Dan Constantin Irimiciuc”, Iași Asistență: 500 Arbitri: Serdiuc, Sîrbu |

| 27 aprilie 2025 PRO•ARENA17:30 | SCM Râmnicu Vâlcea | 27 – 32 | SCM Craiova | Sala Sporturilor „Traian”, Râmnicu Vâlcea Asistență: 1500 Arbitri: Șerbu, Vasilescu |
| 27 aprilie 2025 PRO•ARENA17:30 | Toublanc 6         | (14–15) | Da Rocha 7  | Sala Sporturilor „Traian”, Râmnicu Vâlcea Asistență: 1500 Arbitri: Șerbu, Vasilescu |
| 27 aprilie 2025 PRO•ARENA17:30 | 2× 1×              | Cronica | 3× 1×       | Sala Sporturilor „Traian”, Râmnicu Vâlcea Asistență: 1500 Arbitri: Șerbu, Vasilescu |

| 30 aprilie 2025 PRO•ARENA15:00 | CS Minaur Baia Mare | 32 – 31 | CSM București | Sala Sporturilor „Lascăr Pană”, Baia Mare Asistență: 1250 Arbitri: Popa, Velișca |
| 30 aprilie 2025 PRO•ARENA15:00 | Woller 13           | (17–18) | Østergaard 6  | Sala Sporturilor „Lascăr Pană”, Baia Mare Asistență: 1250 Arbitri: Popa, Velișca |
| 30 aprilie 2025 PRO•ARENA15:00 | 2× 1×               | Cronica | 2× 2×         | Sala Sporturilor „Lascăr Pană”, Baia Mare Asistență: 1250 Arbitri: Popa, Velișca |

CSM Corona Brașov a stat.

### Etapa a XXIV-a
| 3 mai 2025 PRO•ARENA15:00 | CS Rapid București | 24 – 26 | CSM Corona Brașov | Sala Polivalentă „Rapid”, București Asistență: 320 Arbitri: Manafu, Pavel |
| 3 mai 2025 PRO•ARENA15:00 | Kouyaté 7          | (10–14) | Krpež Šlezak 9    | Sala Polivalentă „Rapid”, București Asistență: 320 Arbitri: Manafu, Pavel |
| 3 mai 2025 PRO•ARENA15:00 | 3× 1×              | Cronica | 8× 1×             | Sala Polivalentă „Rapid”, București Asistență: 320 Arbitri: Manafu, Pavel |

| 3 mai 2025 17:00 | CS Gloria 2018 Bistrița | 32 – 26 | CSM Slatina | TeraPlast Arena, Bistrița Asistență: 2500 Arbitri: Dudău, Dudău |
| 3 mai 2025 17:00 | Nüsser 5                | (19–12) | Pál 10      | TeraPlast Arena, Bistrița Asistență: 2500 Arbitri: Dudău, Dudău |
| 3 mai 2025 17:00 | 3×                      | Cronica | 4× 1×       | TeraPlast Arena, Bistrița Asistență: 2500 Arbitri: Dudău, Dudău |

| 3 mai 2025 PRO•ARENA17:30 | SCM Craiova | 28 – 29 | HC Dunărea Brăila | Sala Polivalentă, Craiova Asistență: 3000 Arbitri: Lovin, Stancu |
| 3 mai 2025 PRO•ARENA17:30 | Da Rocha 6  | (15–14) | Liščević 5        | Sala Polivalentă, Craiova Asistență: 3000 Arbitri: Lovin, Stancu |
| 3 mai 2025 PRO•ARENA17:30 | 1×          | Cronica | 6× 1×             | Sala Polivalentă, Craiova Asistență: 3000 Arbitri: Lovin, Stancu |

| 4 mai 2025 PRO•ARENA17:30 | CSM București | 30 – 24 | SCM Râmnicu Vâlcea | Sala Apollo, București Asistență: 250 Arbitri: Bărgăuan, Nicolaevici |
| 4 mai 2025 PRO•ARENA17:30 | Pintea 7      | (15–10) | Gogîrlă 6          | Sala Apollo, București Asistență: 250 Arbitri: Bărgăuan, Nicolaevici |
| 4 mai 2025 PRO•ARENA17:30 | 5× 1×         | Cronica | 3×                 | Sala Apollo, București Asistență: 250 Arbitri: Bărgăuan, Nicolaevici |

| 5 mai 2025 17:00 | HC Zalău  | 25 – 25 | CS Minaur Baia Mare | Sala Sporturilor „Gheorghe Tadici”, Zalău Asistență: 700 Arbitri: Avădani, Popovici |
| 5 mai 2025 17:00 | A. Niță 8 | (11–14) | Damian, Lundbäck 4  | Sala Sporturilor „Gheorghe Tadici”, Zalău Asistență: 700 Arbitri: Avădani, Popovici |
| 5 mai 2025 17:00 | 3× 2×     | Cronica | 4× 1×               | Sala Sporturilor „Gheorghe Tadici”, Zalău Asistență: 700 Arbitri: Avădani, Popovici |

| 5 mai 2025 PRO•ARENA17:30 | CSM Târgu Jiu | 24 – 17 | CS Măgura Cisnădie | Sala Sporturilor, Târgu Jiu Asistență: 1000 Arbitri: Șerbu, Vasilescu |
| 5 mai 2025 PRO•ARENA17:30 | Paulo 10      | (15–9)  | Bardac, Vizuete 4  | Sala Sporturilor, Târgu Jiu Asistență: 1000 Arbitri: Șerbu, Vasilescu |
| 5 mai 2025 PRO•ARENA17:30 | 3× 1×         | Cronica | 3× 1×              | Sala Sporturilor, Târgu Jiu Asistență: 1000 Arbitri: Șerbu, Vasilescu |

CSM Iași 2020 a stat.

### Etapa a XXV-a
| 14 mai 2025 PRO•ARENA17:30 | CSM Târgu Jiu | 25 – 33 | HC Zalău | Sala Sporturilor, Târgu Jiu Asistență: 800 Arbitri: Stark, Ștefan |
| 14 mai 2025 PRO•ARENA17:30 | Paulo 10      | (5–14)  | Lazić 10 | Sala Sporturilor, Târgu Jiu Asistență: 800 Arbitri: Stark, Ștefan |
| 14 mai 2025 PRO•ARENA17:30 | 4× 1×         | Cronica | 4× 2×    | Sala Sporturilor, Târgu Jiu Asistență: 800 Arbitri: Stark, Ștefan |

| 14 mai 2025 17:30 | SCM Râmnicu Vâlcea | 24 – 31 | CS Minaur Baia Mare | Sala Sporturilor „Traian”, Râmnicu Vâlcea Asistență: 1600 Arbitri: Constantin, Gál |
| 14 mai 2025 17:30 | Elghaoui, Wollik 5 | (12–14) | Cazanga 8           | Sala Sporturilor „Traian”, Râmnicu Vâlcea Asistență: 1600 Arbitri: Constantin, Gál |
| 14 mai 2025 17:30 | 1× 3×              | Cronica | 5× 2×               | Sala Sporturilor „Traian”, Râmnicu Vâlcea Asistență: 1600 Arbitri: Constantin, Gál |

| 15 mai 2025 15:00 | CSM Iași 2020 | 24 – 261) | CS Rapid București | Sala LPS, Iași Asistență: 125 Arbitri: Costache, Mărgărit |
| 15 mai 2025 15:00 | Molkova 6     | (10–15)   | Grozav 6           | Sala LPS, Iași Asistență: 125 Arbitri: Costache, Mărgărit |
| 15 mai 2025 15:00 | 2× 1×         | Cronica   | 2× 2×              | Sala LPS, Iași Asistență: 125 Arbitri: Costache, Mărgărit |

1) În urma înfrângerii din această etapă, CSM Iași 2020 a retrogradat matematic în Divizia A, nemaiputând ajunge la puncte echipele aflate pe locurile 11-12.
| 15 mai 2025 17:30 | CS Măgura Cisnădie | 24 – 35 | CS Gloria 2018 Bistrița | Sala Polivalentă „Măgura”, Cisnădie Asistență: 459 Arbitri: Basso, Tofan |
| 15 mai 2025 17:30 | Vizuete 6          | (13–18) | Fujita 6                | Sala Polivalentă „Măgura”, Cisnădie Asistență: 459 Arbitri: Basso, Tofan |
| 15 mai 2025 17:30 | 8× 1×              | Cronica | 7×                      | Sala Polivalentă „Măgura”, Cisnădie Asistență: 459 Arbitri: Basso, Tofan |

| 15 mai 2025 17:30 | CSM Corona Brașov | 26 – 24 | SCM Craiova         | Sala „Dumitru Popescu Colibași”, Brașov Asistență: 1100 Arbitri: Ifrim, Ilisei |
| 15 mai 2025 17:30 | Krpež Šlezak 6    | (13–12) | Blažević, Nikolić 6 | Sala „Dumitru Popescu Colibași”, Brașov Asistență: 1100 Arbitri: Ifrim, Ilisei |
| 15 mai 2025 17:30 | 1×                | Cronica | 2×                  | Sala „Dumitru Popescu Colibași”, Brașov Asistență: 1100 Arbitri: Ifrim, Ilisei |

| 15 mai 2025 PRO•ARENA17:30 | HC Dunărea Brăila   | 28 – 352) | CSM București | Sala Polivalentă „Danubius”, Brăila Asistență: 2150 Arbitri: Enache, Răduț |
| 15 mai 2025 PRO•ARENA17:30 | Liščević, Mohamed 4 | (12–21)   | Omoregie 9    | Sala Polivalentă „Danubius”, Brăila Asistență: 2150 Arbitri: Enache, Răduț |
| 15 mai 2025 PRO•ARENA17:30 | 1×                  | Cronica   | 3×            | Sala Polivalentă „Danubius”, Brăila Asistență: 2150 Arbitri: Enache, Răduț |

2) În urma victoriei din această etapă, CSM București a câștigat matematic titlul național, nemaiputând fi ajunsă de nici o altă echipă.
CSM Slatina a stat.

### Etapa a XXVI-a
| 17 mai 2025 PRO•ARENA15:00 | HC Zalău | 27 – 23 | SCM Râmnicu Vâlcea | Sala Sporturilor „Gheorghe Tadici”, Zalău Asistență: 300 Arbitri: Gherman, Moldovan |
| 17 mai 2025 PRO•ARENA15:00 | Lazić 7  | (14–11) | Gogîrlă, Hagman 5  | Sala Sporturilor „Gheorghe Tadici”, Zalău Asistență: 300 Arbitri: Gherman, Moldovan |
| 17 mai 2025 PRO•ARENA15:00 | 2× 2×    | Cronica | 7× 2×              | Sala Sporturilor „Gheorghe Tadici”, Zalău Asistență: 300 Arbitri: Gherman, Moldovan |

| 18 mai 2025 PRO•ARENA15:00 | CSM București | 35 – 33 | CSM Corona Brașov | Sala Polivalentă, București Asistență: 2000 Arbitri: Cazan, Suliman |
| 18 mai 2025 PRO•ARENA15:00 | Neagu 8       | (18–18) | Krpež Šlezak 8    | Sala Polivalentă, București Asistență: 2000 Arbitri: Cazan, Suliman |
| 18 mai 2025 PRO•ARENA15:00 | 5×            | Cronica | 1×                | Sala Polivalentă, București Asistență: 2000 Arbitri: Cazan, Suliman |

| 18 mai 2025 PRO•ARENA17:30 | CS Minaur Baia Mare | 32 – 25 | HC Dunărea Brăila | Sala Sporturilor „Lascăr Pană”, Baia Mare Asistență: 1500 Arbitri: Murariu, Paraschiv |
| 18 mai 2025 PRO•ARENA17:30 | Woller 9            | (16–14) | Michalak 6        | Sala Sporturilor „Lascăr Pană”, Baia Mare Asistență: 1500 Arbitri: Murariu, Paraschiv |
| 18 mai 2025 PRO•ARENA17:30 | 3× 1× 1×            | Cronica | 4× 2× 1×          | Sala Sporturilor „Lascăr Pană”, Baia Mare Asistență: 1500 Arbitri: Murariu, Paraschiv |

| 18 mai 2025 17:30 | CS Rapid București    | 32 – 26 | CSM Slatina | Sala Polivalentă „Rapid”, București Asistență: 150 Arbitri: Badea, Sándor |
| 18 mai 2025 17:30 | Buceschi, Hernández 5 | (17–12) | Bozdoğan 6  | Sala Polivalentă „Rapid”, București Asistență: 150 Arbitri: Badea, Sándor |
| 18 mai 2025 17:30 | 1×                    | Cronica | 3×          | Sala Polivalentă „Rapid”, București Asistență: 150 Arbitri: Badea, Sándor |

| 18 mai 2025 17:30 | CS Gloria 2018 Bistrița | 43 – 26 | CSM Târgu Jiu | TeraPlast Arena, Bistrița Asistență: 2500 Arbitri: Mârza, Nedelea |
| 18 mai 2025 17:30 | So Delgado 9            | (23–13) | Paulo 7       | TeraPlast Arena, Bistrița Asistență: 2500 Arbitri: Mârza, Nedelea |
| 18 mai 2025 17:30 | 5×                      | Cronica | 7× 1×         | TeraPlast Arena, Bistrița Asistență: 2500 Arbitri: Mârza, Nedelea |

| 18 mai 2025 18:00 | SCM Craiova       | 21 – 28 | CSM Iași 2020 | Sala Polivalentă, Craiova Asistență: 200 Arbitri: Agliceriu, Turdean |
| 18 mai 2025 18:00 | Mihart, Nikolić 5 | (8–11)  | Lazăr 6       | Sala Polivalentă, Craiova Asistență: 200 Arbitri: Agliceriu, Turdean |
| 18 mai 2025 18:00 | 4× 2×             | Cronica | 4× 2×         | Sala Polivalentă, Craiova Asistență: 200 Arbitri: Agliceriu, Turdean |

CS Măgura Cisnădie a stat.

## Promovare și retrogradare
La ediția 2024-2025 a Ligii Naționale au participat 14 echipe. Conform regulamentului publicat de FRH, echipele clasate pe ultimele două locuri (13 și 14) după ultima etapă a competiției ar fi urmat să retrogradeze direct în Diviziei A. Deoarece SCM Gloria Buzău s-a retras din Liga Națională înainte de finalul campionatului, doar echipa clasată pe locul 13 va retrograda direct. Echipele care au terminat pe locurile 11 și 12 după ultima etapă a competiției au disputat un turneu de baraj împreună cu formațiile clasate pe locurile 3 și 4 la sfârșitul Play off-ului Diviziei A.
Pe 30 martie, în urma înfrângerii din etapa a XXI-a, CSM Iași 2020 a devenit prima echipă care s-a clasat matematic pe unul din ultimele 3 locuri (11-13), punctele obținute până atunci fiind insuficiente pentru a-i mai permite să evite meciurile de baraj sau chiar retrogradarea directă în Divizia A. Pe 27 aprilie, echipei din Iași i s-a alăturat și CSM Slatina.
Pe 2 mai 2025, după victoria din etapa a XI-a a Play off-ului Diviziei A, echipa CSJ Prahova a promovat direct în Liga Națională. A doua echipă promovată a fost CSM Galați, în urma victoriei din etapa a etapa XII-a, pe 7 mai 2025.

### Barajul pentru promovare/menținere în Liga Națională
|  | Echipe rămase în Liga Națională |
|  | Echipe rămase în Divizia A      |

Actualizat pe 31 mai 2024;
| Loc | Echipa                | J | V | E | Î | GM  | GP  | G    | P | Poziție                           |
| --- | --------------------- | - | - | - | - | --- | --- | ---- | - | --------------------------------- |
| 1   | CSM Târgu Jiu         | 3 | 3 | 0 | 0 | 102 | 70  | + 32 | 9 | Locul 11 în Liga Națională        |
| 2   | CSM Slatina           | 3 | 2 | 0 | 1 | 101 | 96  | + 5  | 6 | Locul 12 în Liga Națională        |
| 3   | CSU Știința București | 3 | 1 | 0 | 2 | 77  | 87  | – 10 | 3 | Locul 3 în play off-ul Diviziei A |
| 4   | CSM Unirea Slobozia   | 3 | 0 | 0 | 3 | 73  | 100 | – 27 | 0 | Locul 4 în play off-ul Diviziei A |

Astfel, la sfârșitul sezonului 2024-2025
- CSM Târgu Jiu și CSM Slatina au rămas în Liga Națională;
- CSJ Prahova și CSM Galați au promovat în Liga Națională;

## Clasamentul marcatoarelor
| Poz. | Nume                        | Echipă             | Goluri |
| ---- | --------------------------- | ------------------ | ------ |
| 1    | Katarina Krpež Šlezak (SRB) | CSM Corona Brașov  | 176    |
| 2    | Helena Paulo (ANG)          | CSM Târgu Jiu      | 173    |
| 3    | Emilija Lazić (SRB)         | HC Zalău           | 144    |
| 4    | Nathalie Hagman (SWE)       | SCM Râmnicu Vâlcea | 129    |
| 5    | Sanja Radosavljević (SRB)   | CS Măgura Cisnădie | 123    |
| 6    | Fanta Diagouraga (CGO)      | CS Măgura Cisnădie | 122    |
| 7    | Mireya González (SPA)       | HC Dunărea Brăila  | 119    |
| 8    | Alexia Niță (ROU)           | HC Zalău           | 113    |
| 9    | Alisia Boiciuc (ROU)        | CSM Corona Brașov  | 110    |
| 10   | Anniken Wollik (NOR)        | SCM Râmnicu Vâlcea | 109    |

| Poz. | Nume                        | Echipă             | Goluri |
| ---- | --------------------------- | ------------------ | ------ |
| 1    | Helena Paulo (ANG)          | CSM Târgu Jiu      | 184    |
| 2    | Katarina Krpež Šlezak (SRB) | CSM Corona Brașov  | 182    |
| 3    | Emilija Lazić (SRB)         | HC Zalău           | 145    |
| 4    | Nathalie Hagman (SWE)       | SCM Râmnicu Vâlcea | 137    |
| 5    | Fanta Diagouraga (CGO)      | CS Măgura Cisnădie | 128    |
| 6    | Sanja Radosavljević (SRB)   | CS Măgura Cisnădie | 126    |
| 7    | Mireya González (SPA)       | HC Dunărea Brăila  | 123    |
| 8    | Alexia Niță (ROU)           | HC Zalău           | 120    |
| 9    | Alisia Boiciuc (ROU)        | CSM Corona Brașov  | 114    |
| 9    | Natália Fonseca (ANG)       | CSM Iași 2020      | 114    |
| 9    | Anniken Wollik (NOR)        | SCM Râmnicu Vâlcea | 114    |